# Církev bratrská
Církev bratrská (CB) (slovensky: Cirkev bratská; dříve Svobodná církev reformovaná, později Jednota českobratrská) je protestantská, reformovaná a evangelikální církev, která vznikla roku 1882 sloučením Svobodné evangelické církve české (založena 1868) a Svobodné reformované církve (založena 1880). Působí v České republice a na Slovensku. Celosvětově je Církev bratrská členem volné evangelikální aliance protestantských církví (International Federation of Free Evangelical Churches).
Církev bratrskou tvoří svazek necelých 80 sborů s bohatstvím rozličných duchovních tradic, které se v rámci kongregačně-presbyterního zřízení dobrovolně zavázaly k životu víry, službě Bohu a lidem, k bratrskému soužití podle příkladu novozákonní církve. Všechny sbory jsou samostatné a vzájemně nezávislé, současně si uvědomují, že potřebují žít a sloužit v duchovní a závazné jednotě, bratrské pomoci a účinné spolupráci. Proto se sjednocují na společném Vyznání víry a zásadách křesťanského života podle Bible. Kromě práce na sborech se bohoslužebná shromáždění konají i v menších tzv. stanicích. Každá stanice je přidružena pod svůj mateřský sbor. Sbory jsou seskupeny do několika seniorátů. Sbory jsou spravovány kazatelem a staršovstvem. Členové církve jsou vedeni k životu osobní křesťanské víry, věrnosti Božímu slovu a životu naplněnému láskou k Bohu a lidem. Rozvoj práce samostatně pokračuje i na Slovensku.
Při sčítání lidu v roce 2011 se k Církvi bratrské přihlásilo 10 872 respondentů. a ke slovenské větvi církve se hlásilo 3 396 obyvatel Slovenska. V listopadu 2015 se česká část církve členila na 76 sborů a 77 stanic sdružených v 12 seniorátech. Ve sčítání roku 2021 se přihlásilo v ČR 10 762 členů a na Slovensku 3440 členů.
Předsedou Rady Církve bratrské v České republice je Bc. David Novák, M.Th.. Předsedou Rady Cirkvi bratskej na Slovensku je Ing. Štefan Evin, M.Th. Církev je členem České evangelikální aliance a Ekumenické rady církví ČR. Církev vydává měsíčník Brána (dříve Bratrská rodina).

## Historie
Církev bratrská sahá svými kořeny do doby duchovního oživení v Čechách a na Moravě v 19. století. Návaznost na staletí utajovanou živou domácí tradici staré Jednoty bratrské a práci J. A. Komenského je přitom nesporná. Počátky církve spadají do let 1860–1880, kdy v oblasti východních Čech proběhlo lidové probuzení. To v roce 1868 vedlo k založení sboru první Svobodné evangelické církve české v Bystrém v Orlických horách bratrem Janem Balcarem. K jeho ustavení přispěla i Svobodná církev skotská, působící v sousedním Prusku (dnes Polsko). Následně přibyl v Praze sbor Svobodné církve reformované, který byl ovocem působení amerických kongregačních misionářů z Bostonu, kterou vedl kazatel Alois Adlof. K ustavení nové církve došlo 3. června 1880 v Praze. Obě církve se spojily do jediné Svobodné církve reformované, která dále rostla.
Po vzniku Československa v roce 1918 přijala jméno Jednota českobratrská a rozšířila působnost i na Slovensko a Podkarpatskou Rus. Přijetím nového jména se Jednota českobratrská přihlásila k duchovnímu dědictví staré Jednoty bratrské. Zaměřovala se zvláště na péči o sirotky, o staré lidi a na diakonskou službu nemocným. Byla také průkopnicí duchovní služby mládeži. Po zániku republiky, v roce 1939, byla její činnost systematicky omezována.
Po válce nastal nadějný rozvoj práce, který zastavil politický zvrat v roce 1948. Jednota českobratrská musela přijmout státní uznání spojené s dozorem státu. Kazatelé dostali státní plat a jejich služba mohla být konána pouze na základě udělení souhlasu k výkonu duchovenské činnosti. Jakákoli činnost mimo objekty modliteben byla protizákonná, průběh bohoslužeb i další aktivity sborů byly v mnoha případech tajně monitorovány. Někteří kazatelé skončili ve vězení nebo z politických důvodů ztratili státní souhlas. Státními orgány byl restriktivně snížen počet sborů, jejich majetek byl v některých případech zabaven a státu musely být předány všechny církevní ústavy charitativního zaměření. Duchovní práce tak částečně přešla do ilegality, částečně balancovala na hraně zákazu činnosti (příkladem může být služba Spojeného mužského sboru, který po pěvecké stránce spojoval jednotlivé sbory buď přímou účastí zpěváků, nebo cestováním od sboru ke sboru s pěveckou činností). Církvi sice byla přiznána právní subjektivita, ale veškerá její činnost i hospodaření byly postaveny pod přísnou státní kontrolu. Za této éry v roce 1951, po zrušení náboženských spolků, se k Jednotě českobratrské připojila značná část spolku „Modrý kríž“ na Slovensku a Spolku rozhodných křesťanů na Těšínsku, kde převládala polská národnost. Vzrůst počtu slovenských a polských členů vedl církev v roce 1967 ke změně svého jména na dnešní Církev bratrskou. Roku 1993 byla církev spolu s Československem rozdělena na dvě samostatné církve, které však nadále udržují vzájemné styky.

## Poslání
Církev bratrská je větví křesťanské církve navazující na českou i světovou reformaci. Tvoří ji otevřená společenství lidí, kteří věří v Ježíše Krista jako Božího Syna a svého zachránce, přijímají Bibli za měřítko víry, učení i života. Sbory Církve bratrské vidí svůj úkol ve vyznávání křesťanské víry, ve vedení k této víře, ve vytváření společenství věřících a v praktické pomoci potřebným lidem.

## Struktura
Organizačně se církev člení na sbory, které mají značnou míru autonomie. Obecně závazné dokumenty vydává celocírkevní Konference kazatelů a zástupců sborů, která též volí na čtyři roky sedmičlennou Radu církve bratrské – svůj výkonný orgán. V čele Rady stojí předseda a tajemník, kteří ji reprezentují navenek. V současné době působí Církev bratrská v České republice a na Slovensku, formálně je přitom rozdělena na dvě samostatné církve, pro každý stát jednu.
Církev bratrská má v České republice celkem 76 samostatných sborů. Kromě sborů se shromáždění konají i na tzv. stanicích. Těch je 77. Každá stanice je přidružena pod svůj mateřský sbor.
Sbory jsou seskupeny do 12 seniorátů. Každý seniorát má svého seniora – to je jeden z kazatelů, kteří pod daný seniorát patří:
- Hanácko-Valašský seniorát – sbor v Hranicích n. M. ad.
- Jizerský seniorát
- Jižní Čechy
- Jižní Morava – sbor v Brně - Kounicově ul. ad.
- Praha
- Severní Čechy
- Severní Morava – sbor v Ostravě-Porubě ad.
- Střední Čechy a Vysočina – sbor v Poděbradech ad.
- Těšínsko
- Východní Čechy – jih
- Východní Čechy – sever
- Západní Čechy

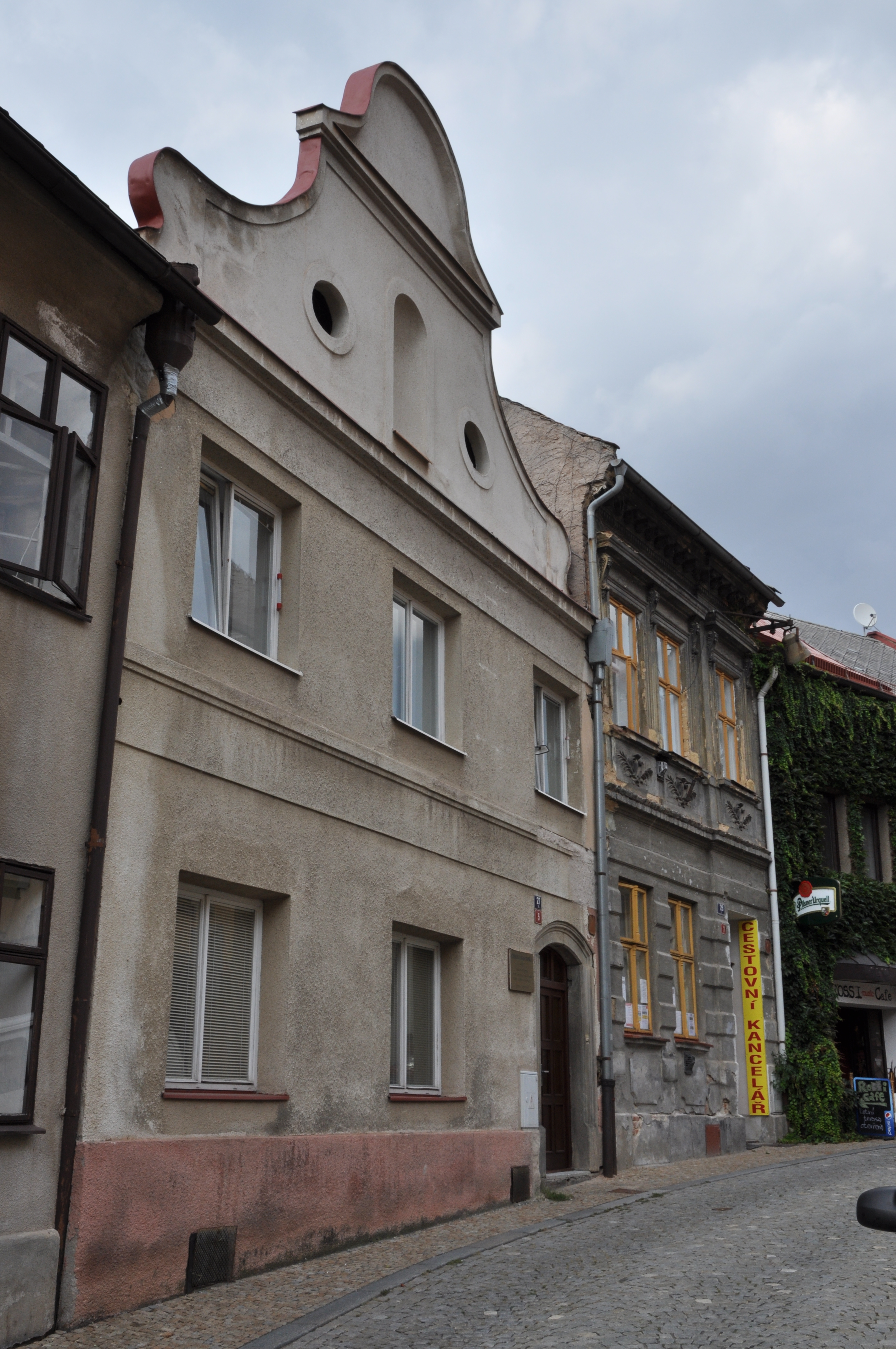
Sbor Církve bratrské v Chrudimi
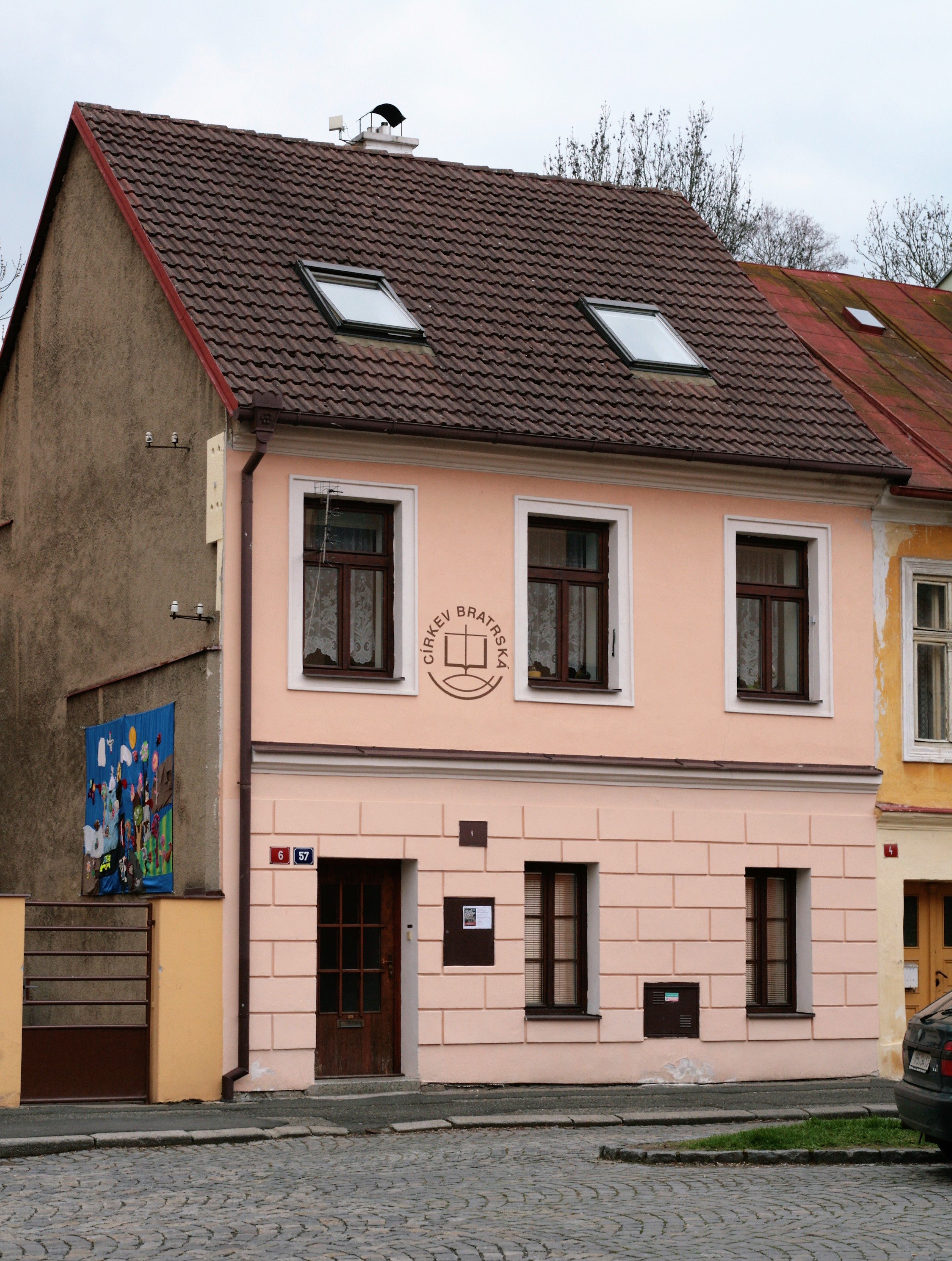
Sbor Církve bratrské v Sušici
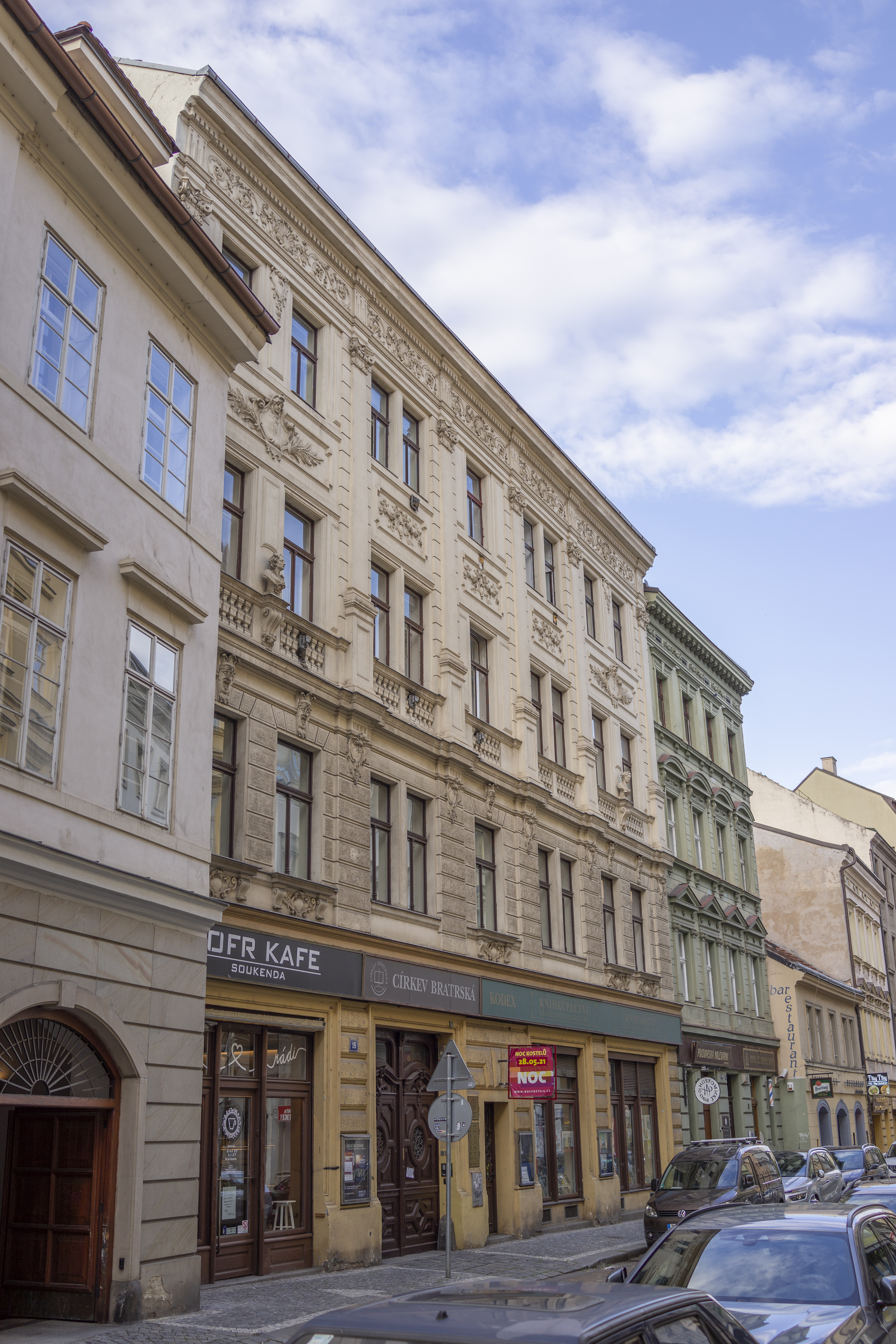
Sbor Církve bratrské v Praze 1 - Novém Městě (Soukenická ul.)
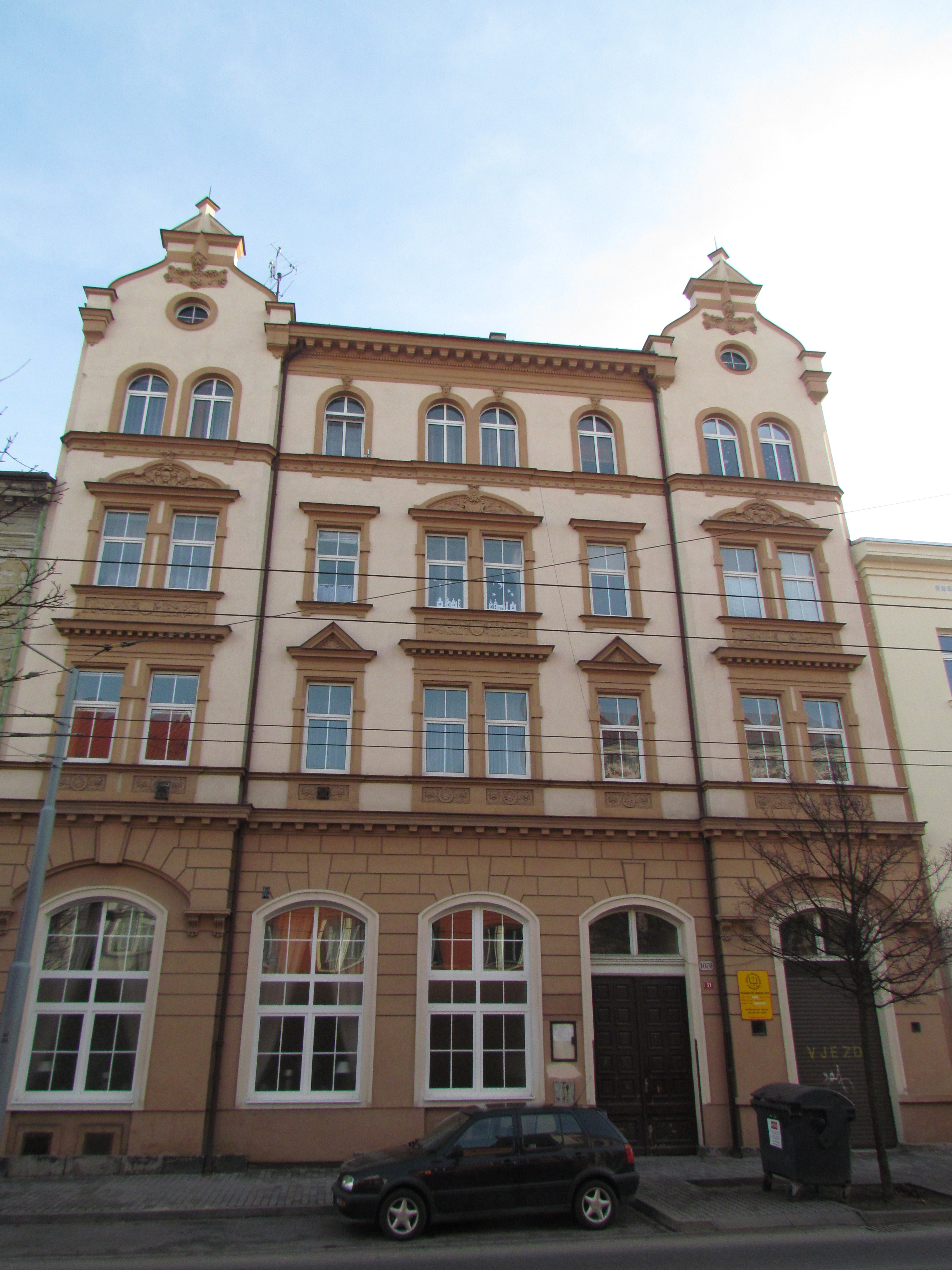
Sbor Církve bratrské v Plzni
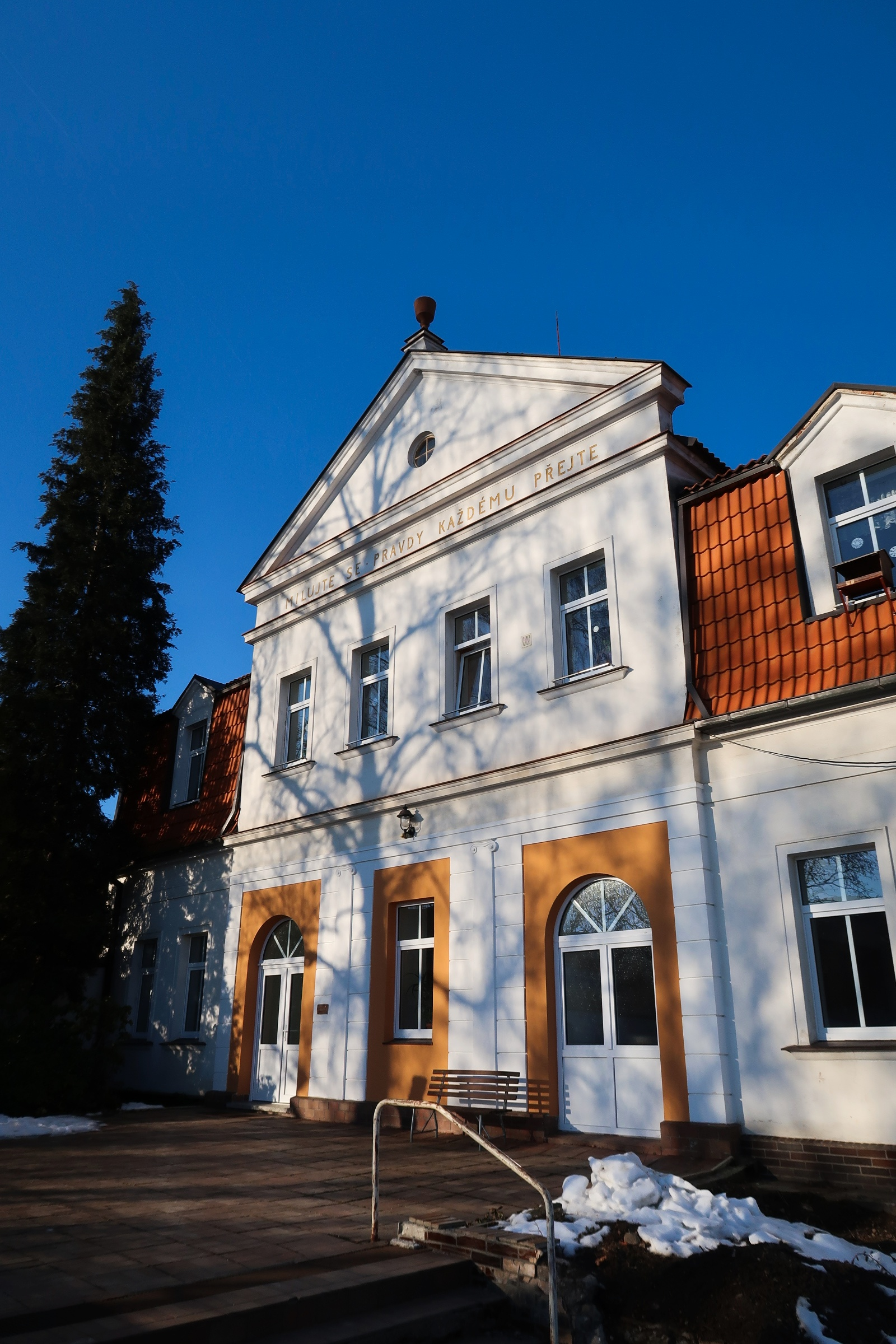
Sbor Církve bratrské v Husinci
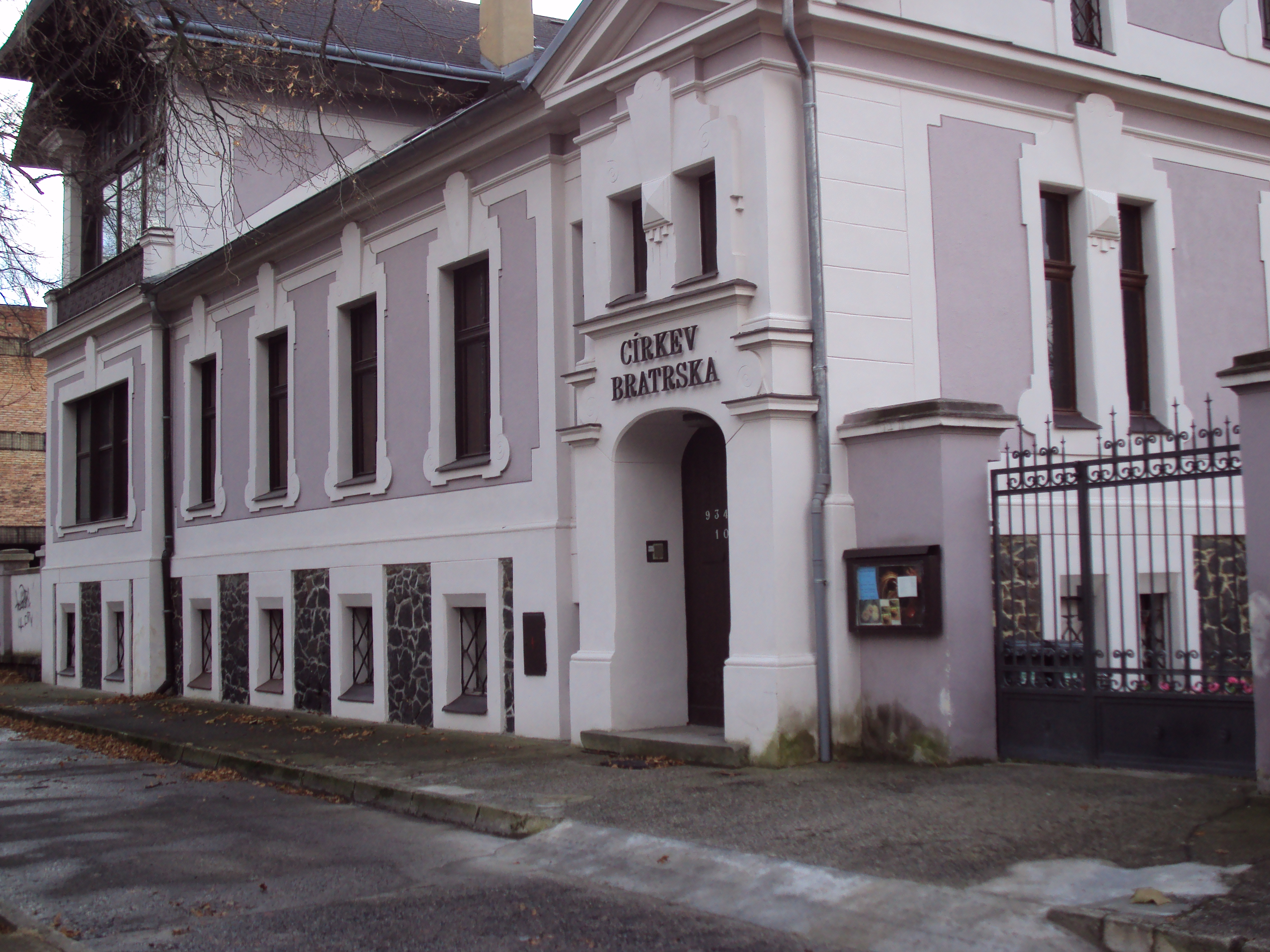
Sbor Církve bratrské v Teplicích
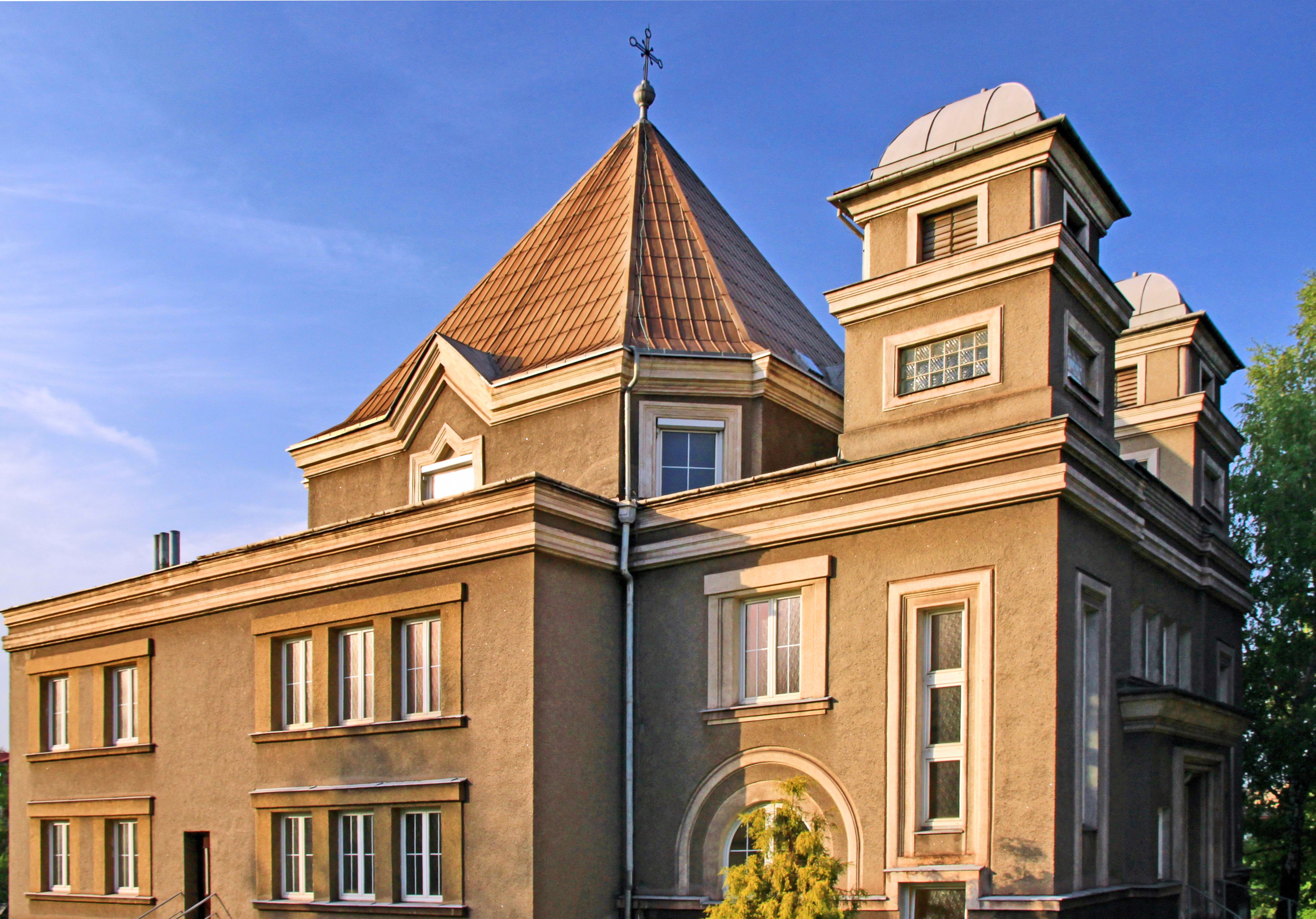
Sbor Církve bratrské v Českém Těšíně
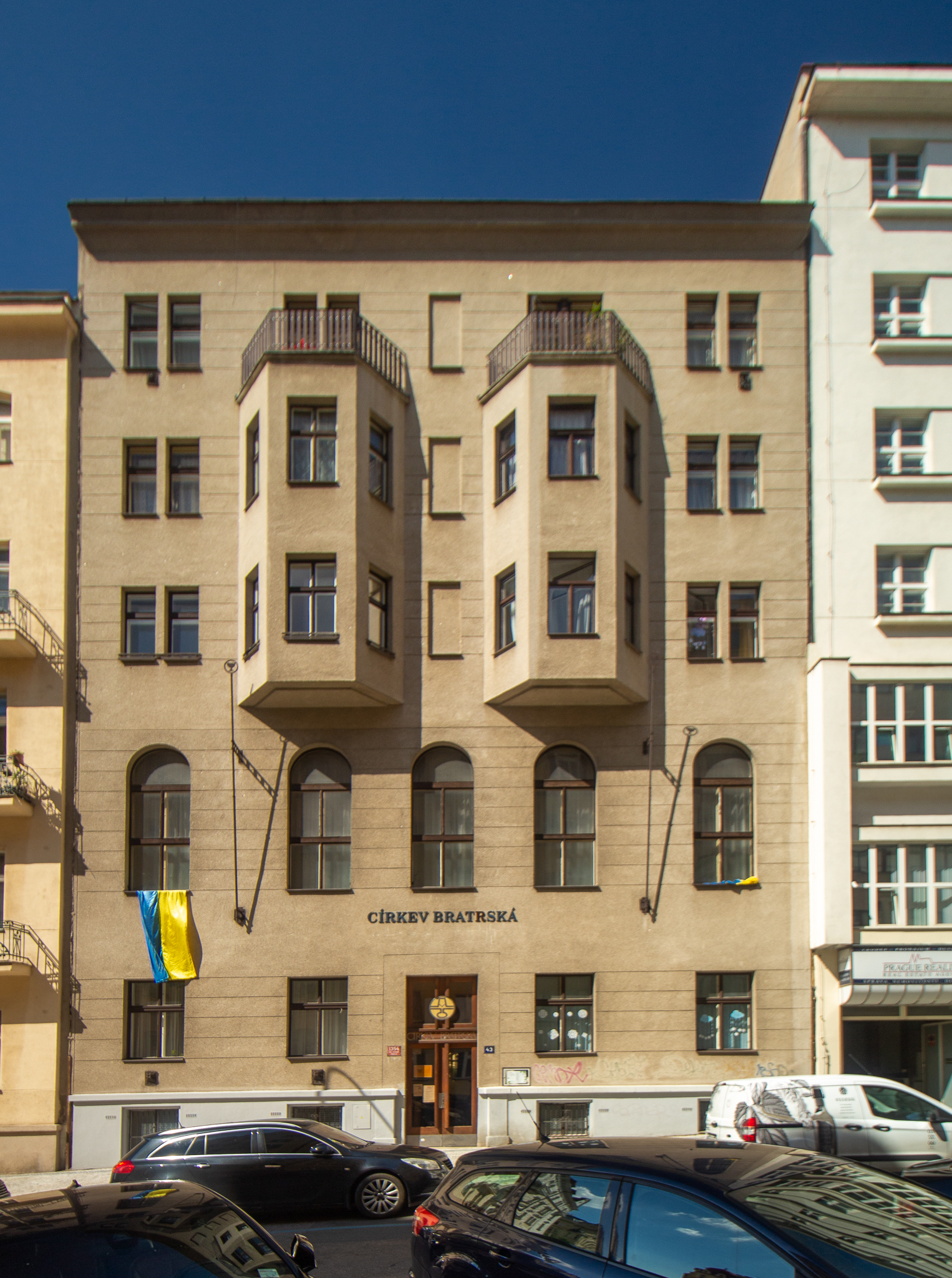
Sbor Církve bratrské v Praze 2 – Vinohradech
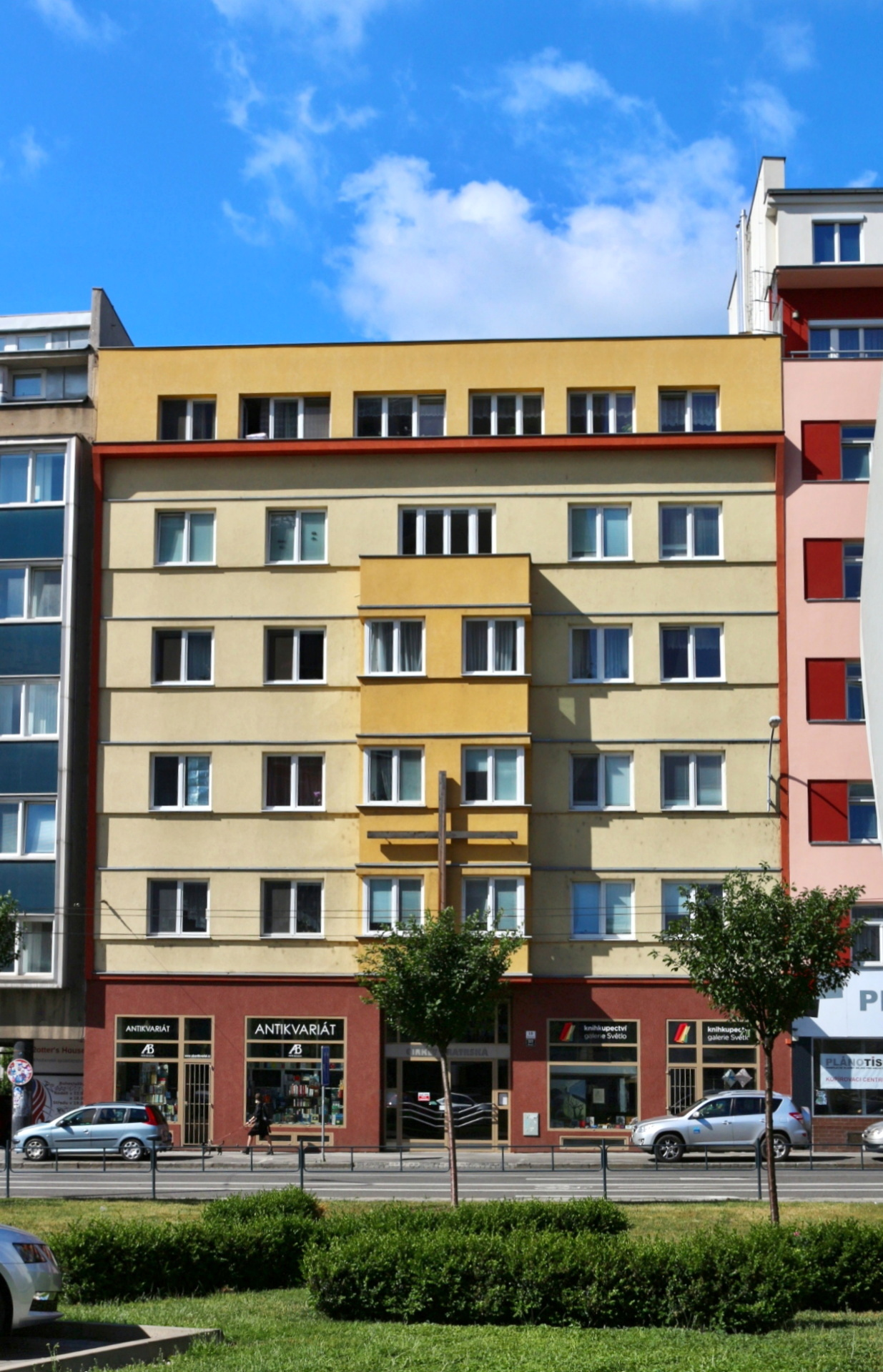
Sborový dům Církve bratrské v Brně - Veveří (Kounicova ul.) mj. i sídlo Diakonie CB v Brně
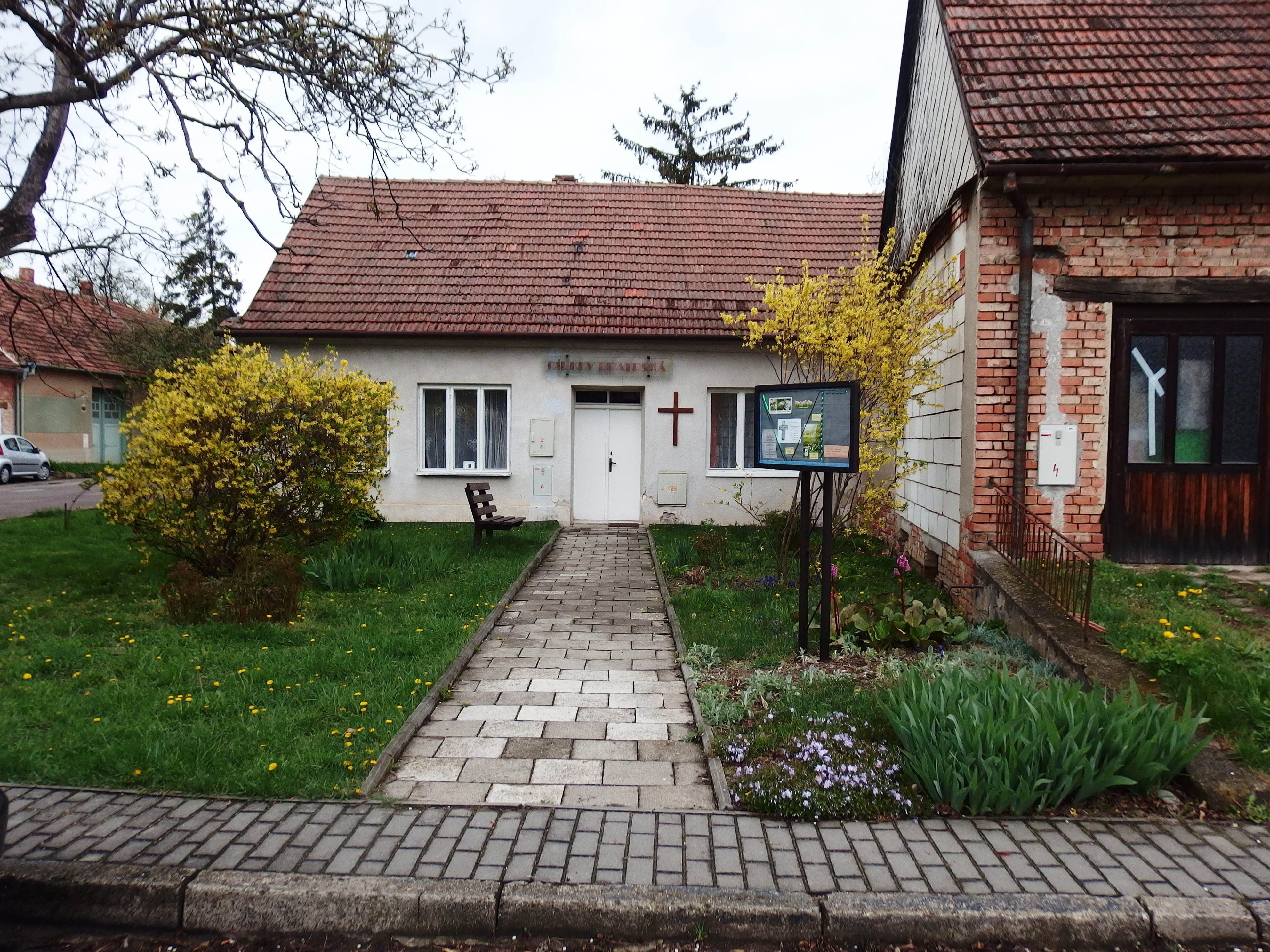
Stanice sboru Církve bratrské v Brně - Veveří (Kounicova ul.) v Bohumilicích
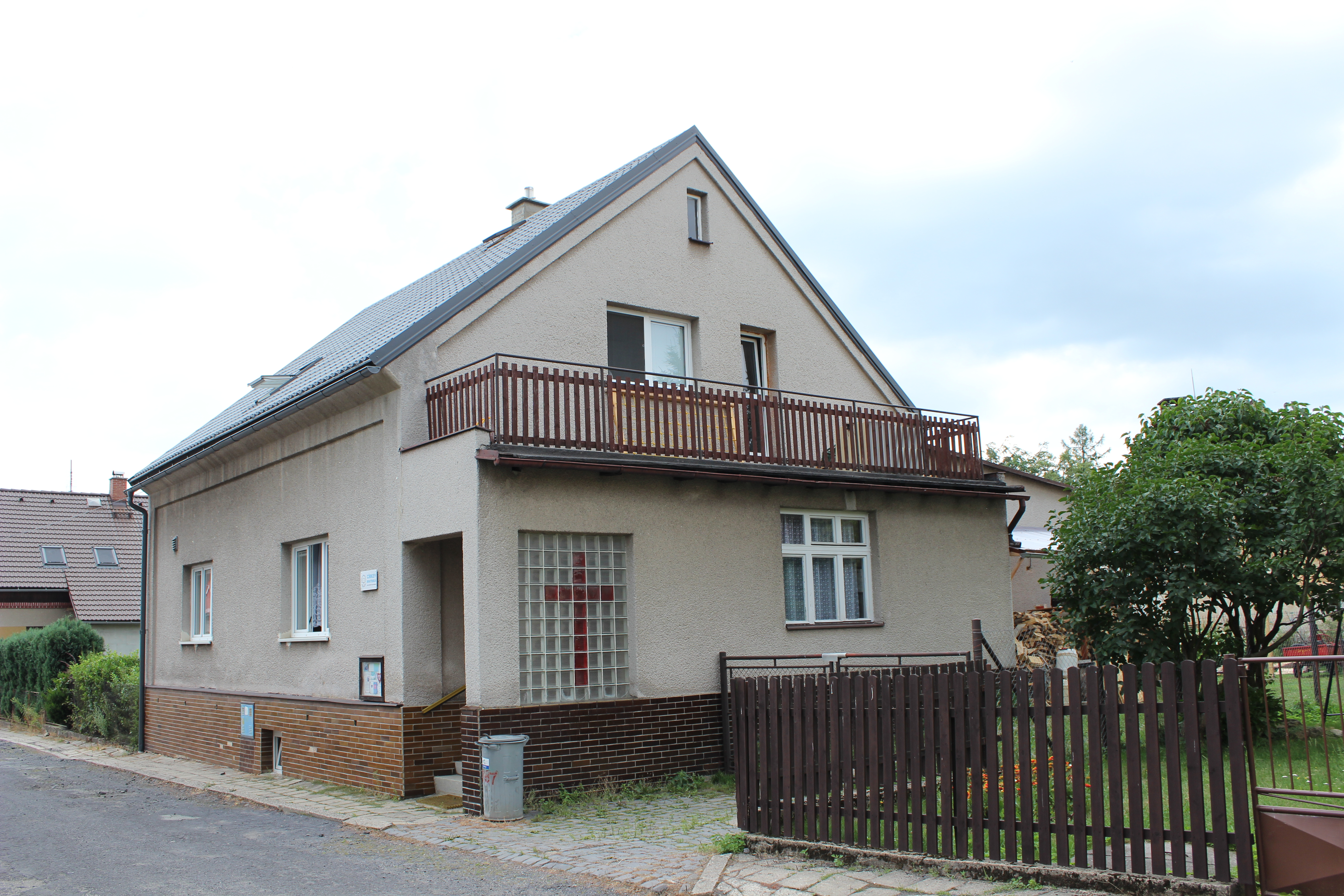
Sbor Církve bratrské v Novém Městě pod Smrkem
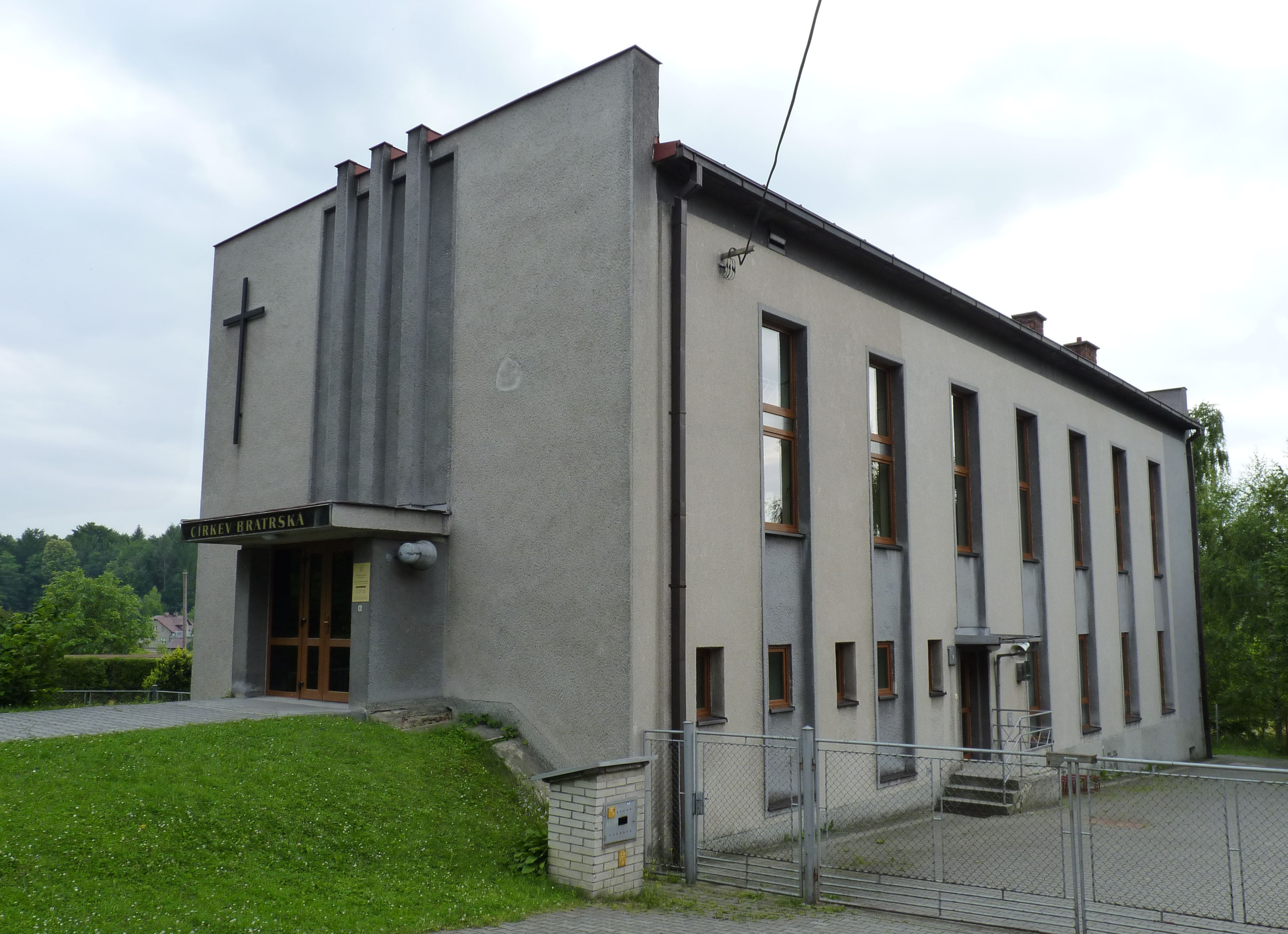
Sbor Církve bratrské v H. Suché
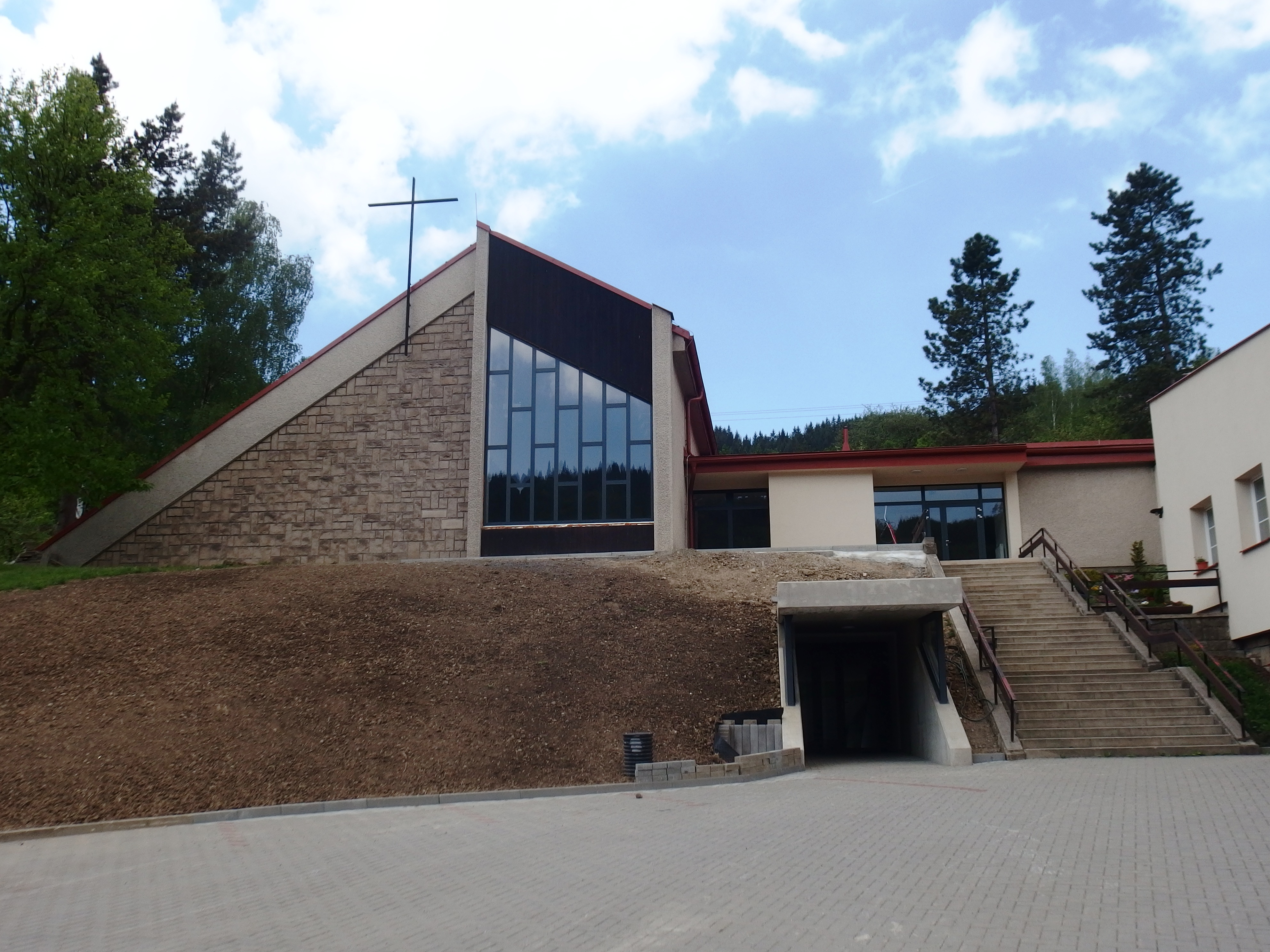
Sbor Církve bratrské ve Vsetíně - Jasence
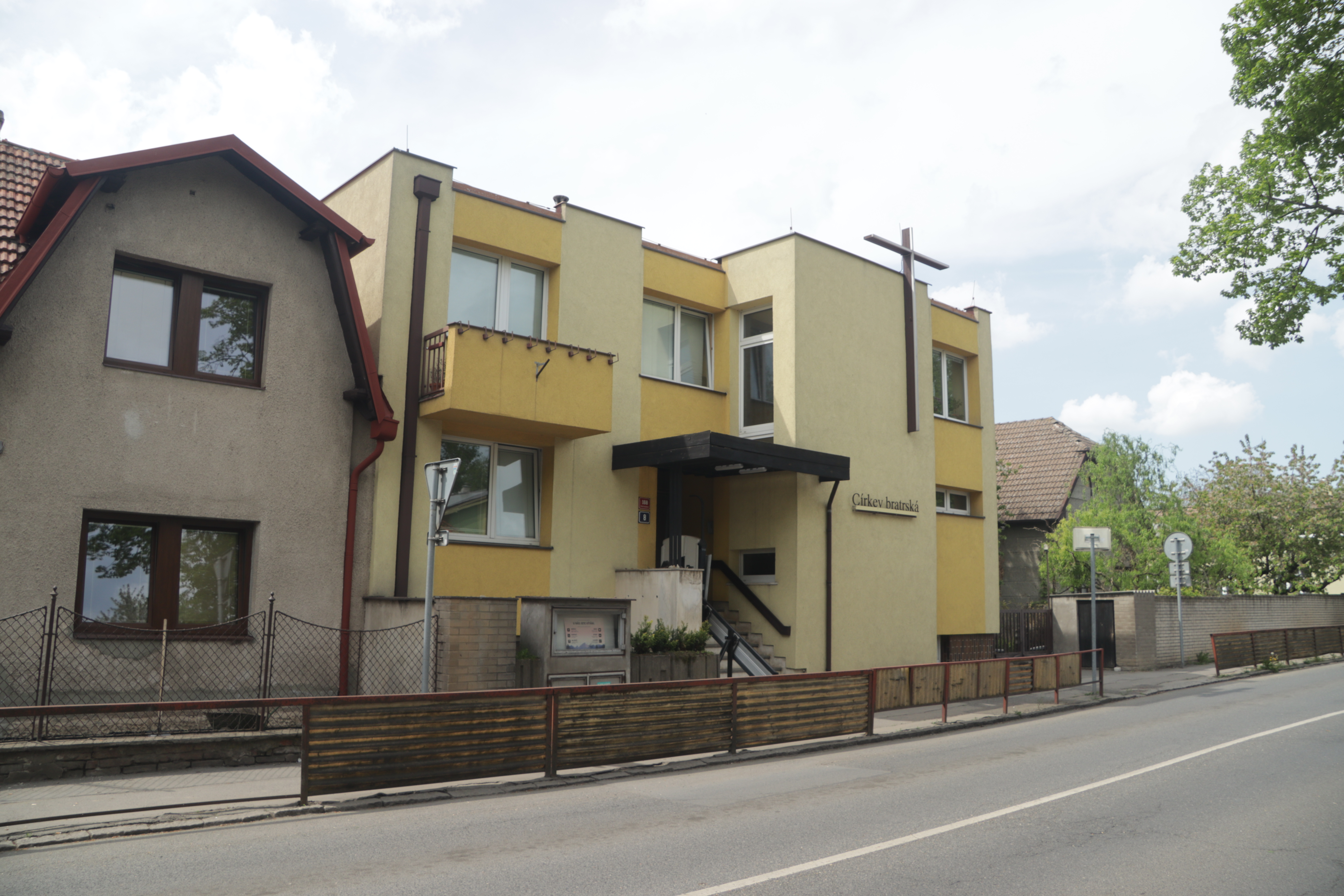
Sbor Církve bratrské v Praze 20 - Horních Počernicích
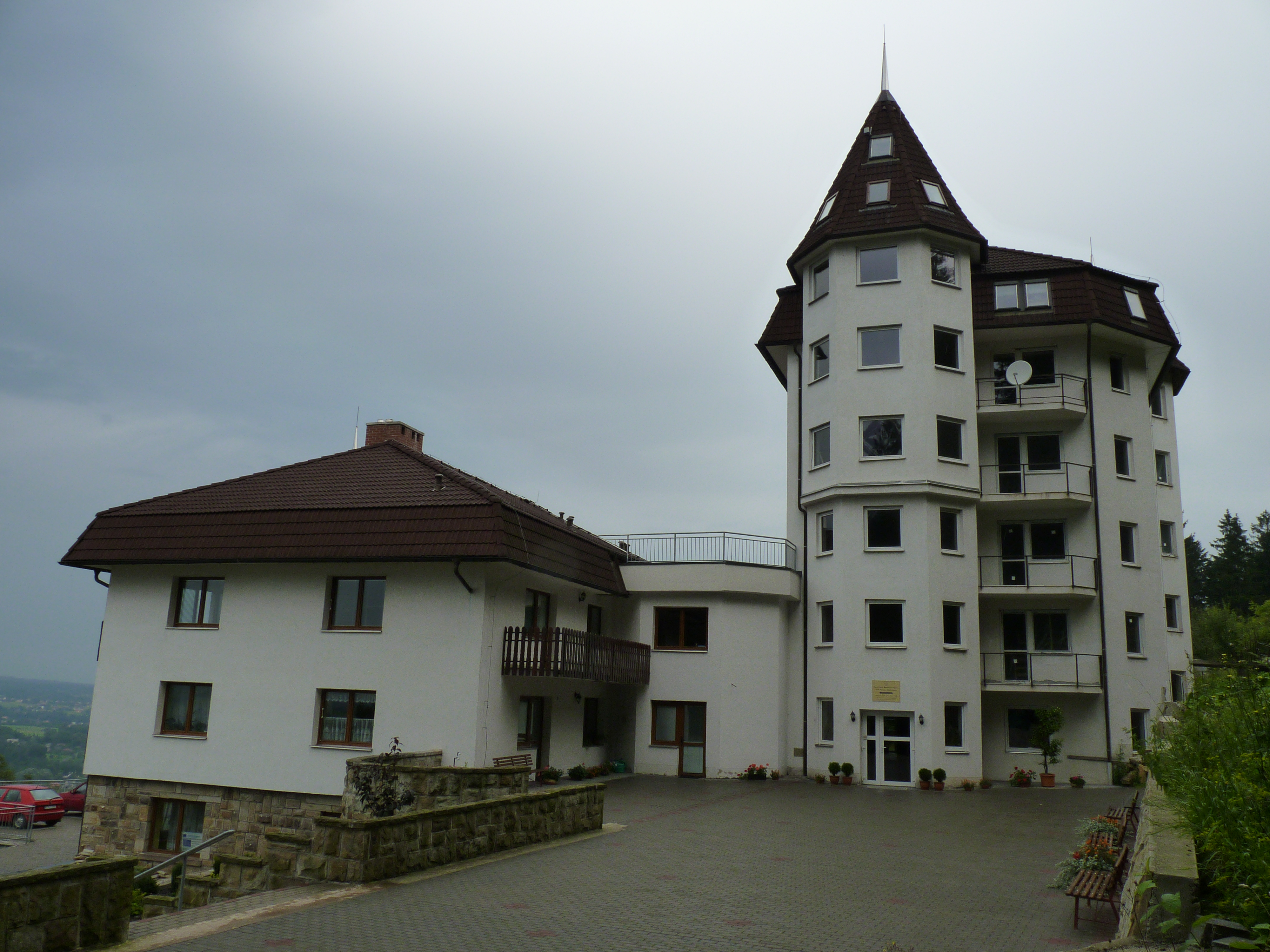
Sbor Církve bratrské v Hrádku
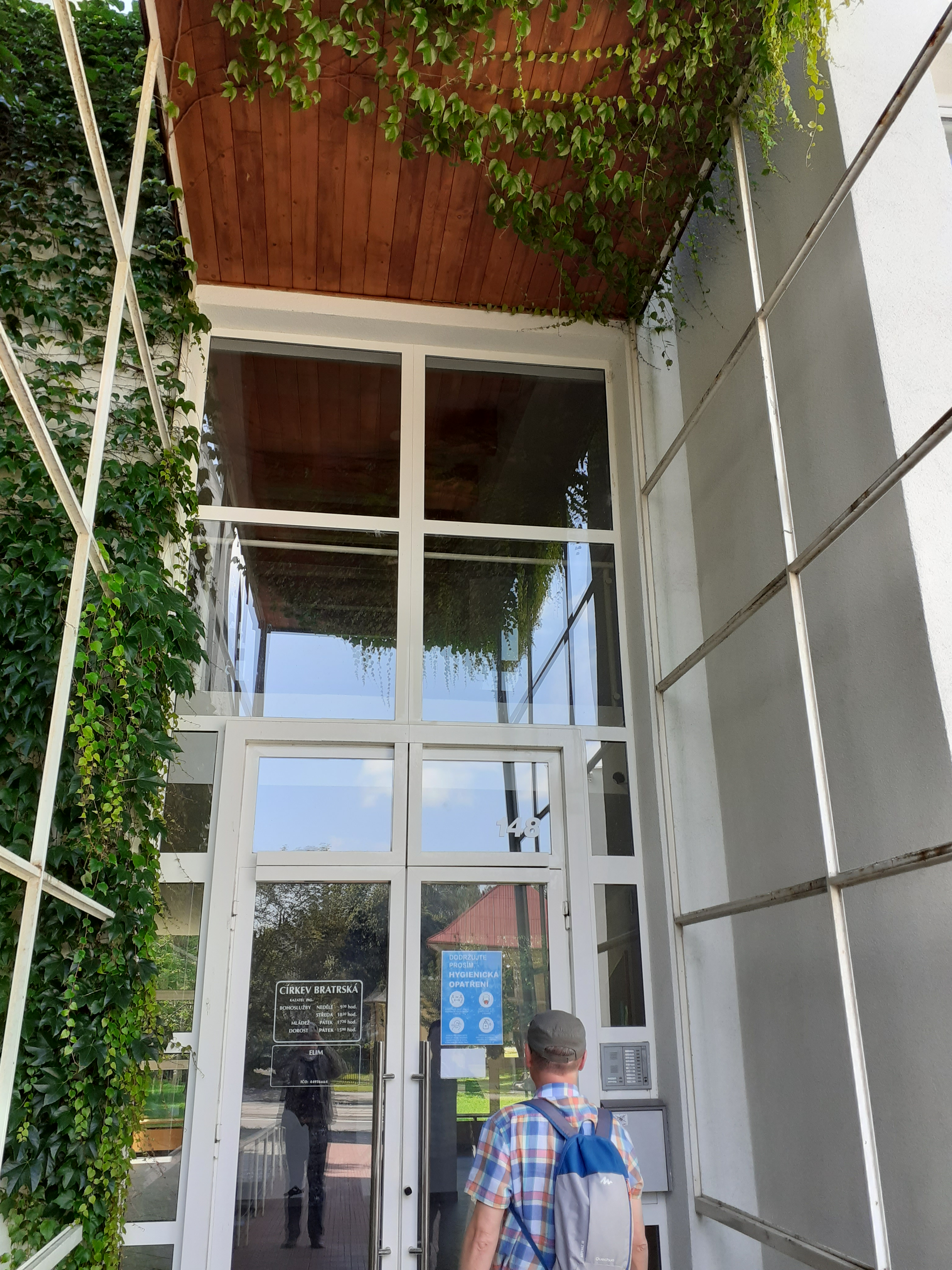
Sbor Církve bratrské v Ostravě
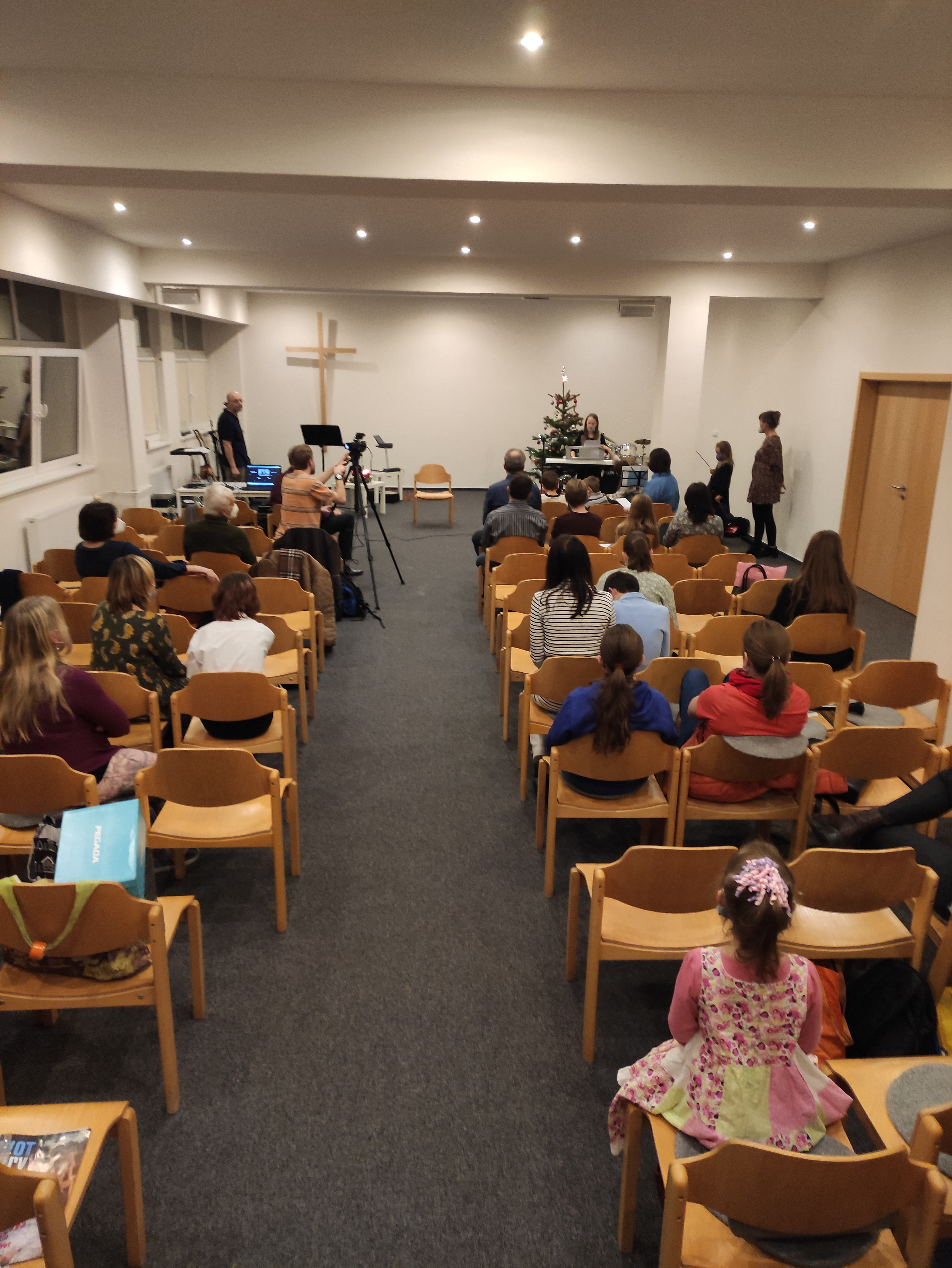
Sbor Církve bratrské v Ostravě-Porubě
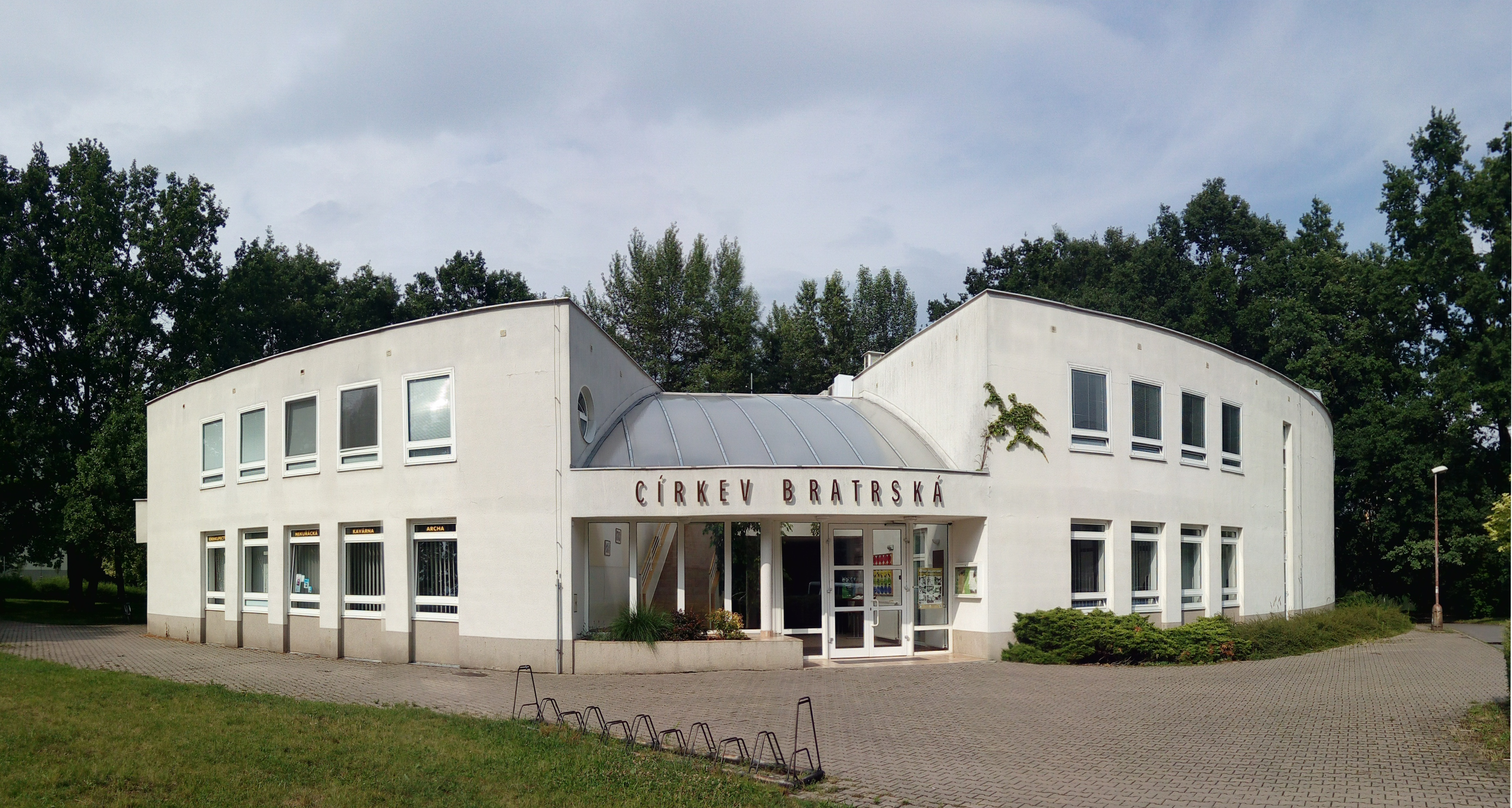
Sbor Církve bratrské v Pardubicích, modlitebna zv. Archa
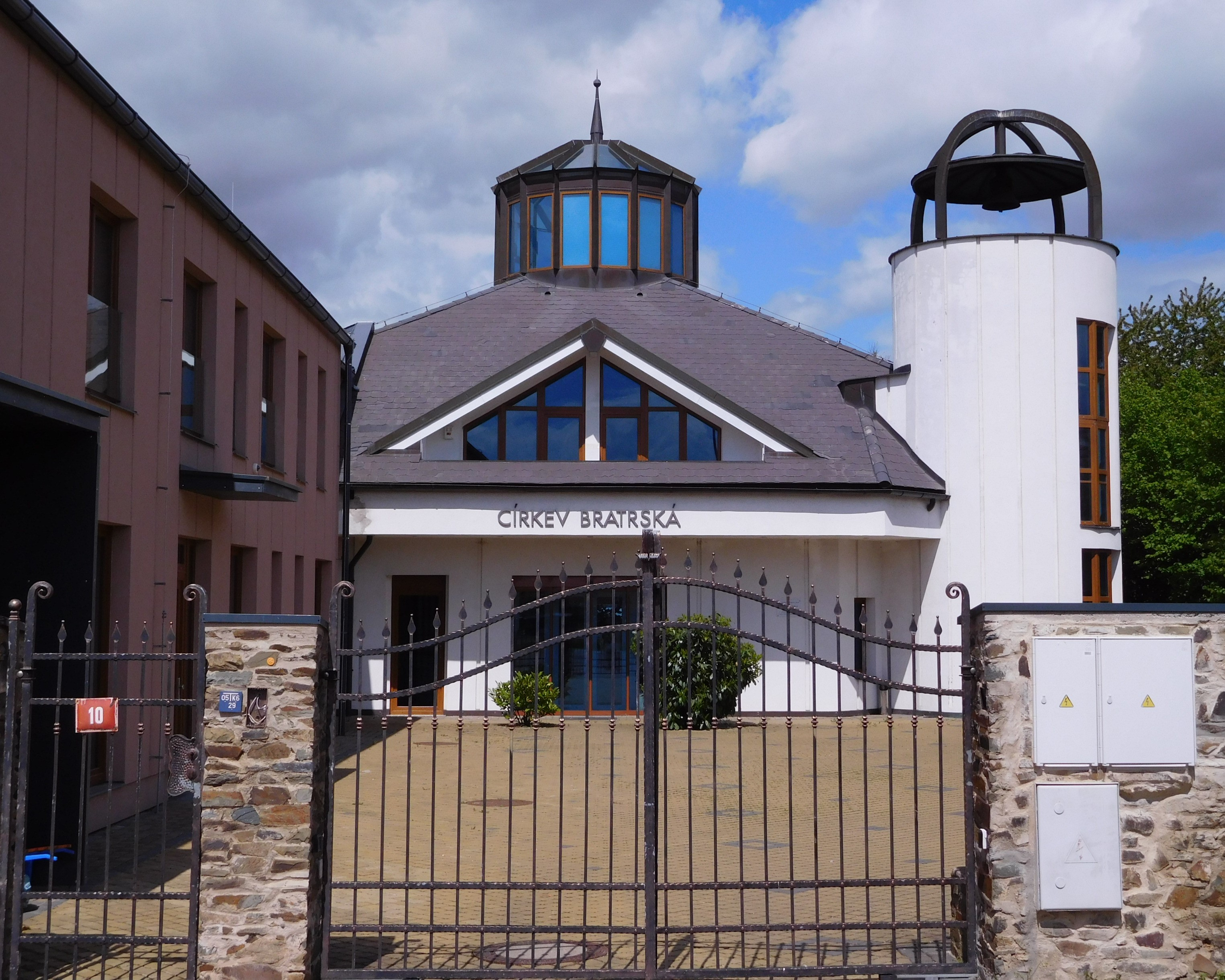
Sbor Církve bratrské v Praze 4 – Šeberově
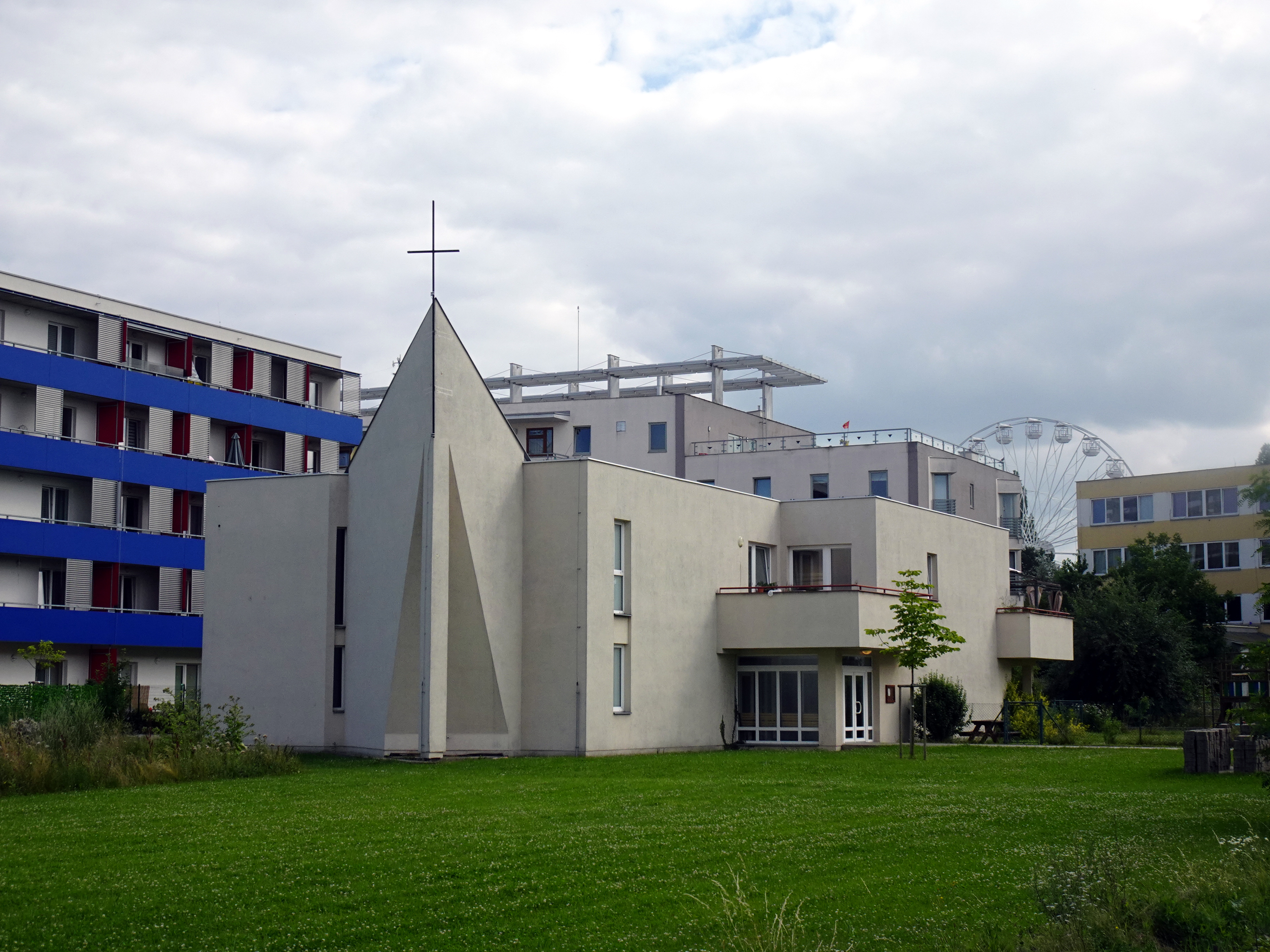
Sbor Církve bratrské v Poděbradech, modlitebna zv. Bétel
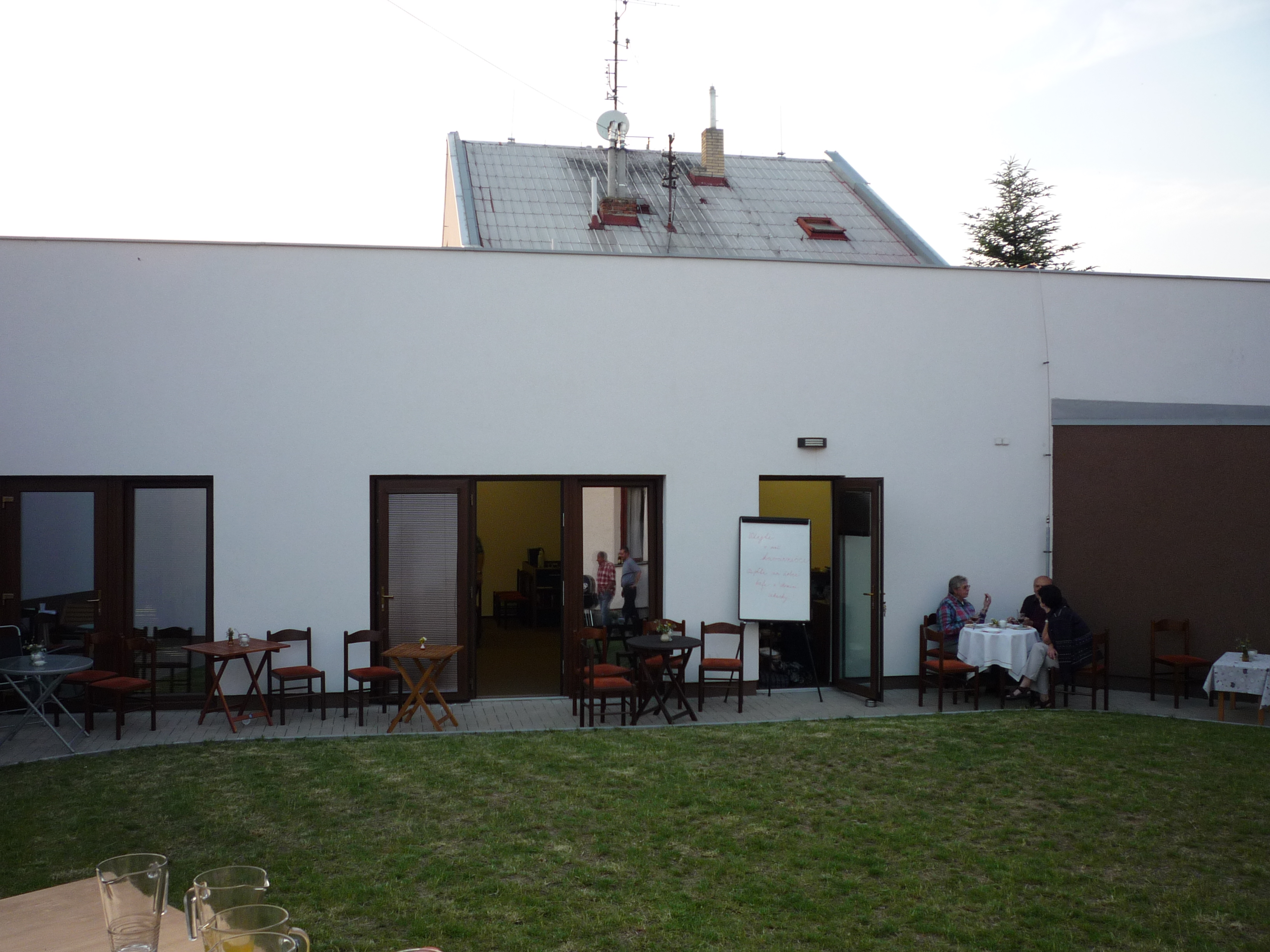
Sbor Církve bratrské v Havlíčkově Brodě
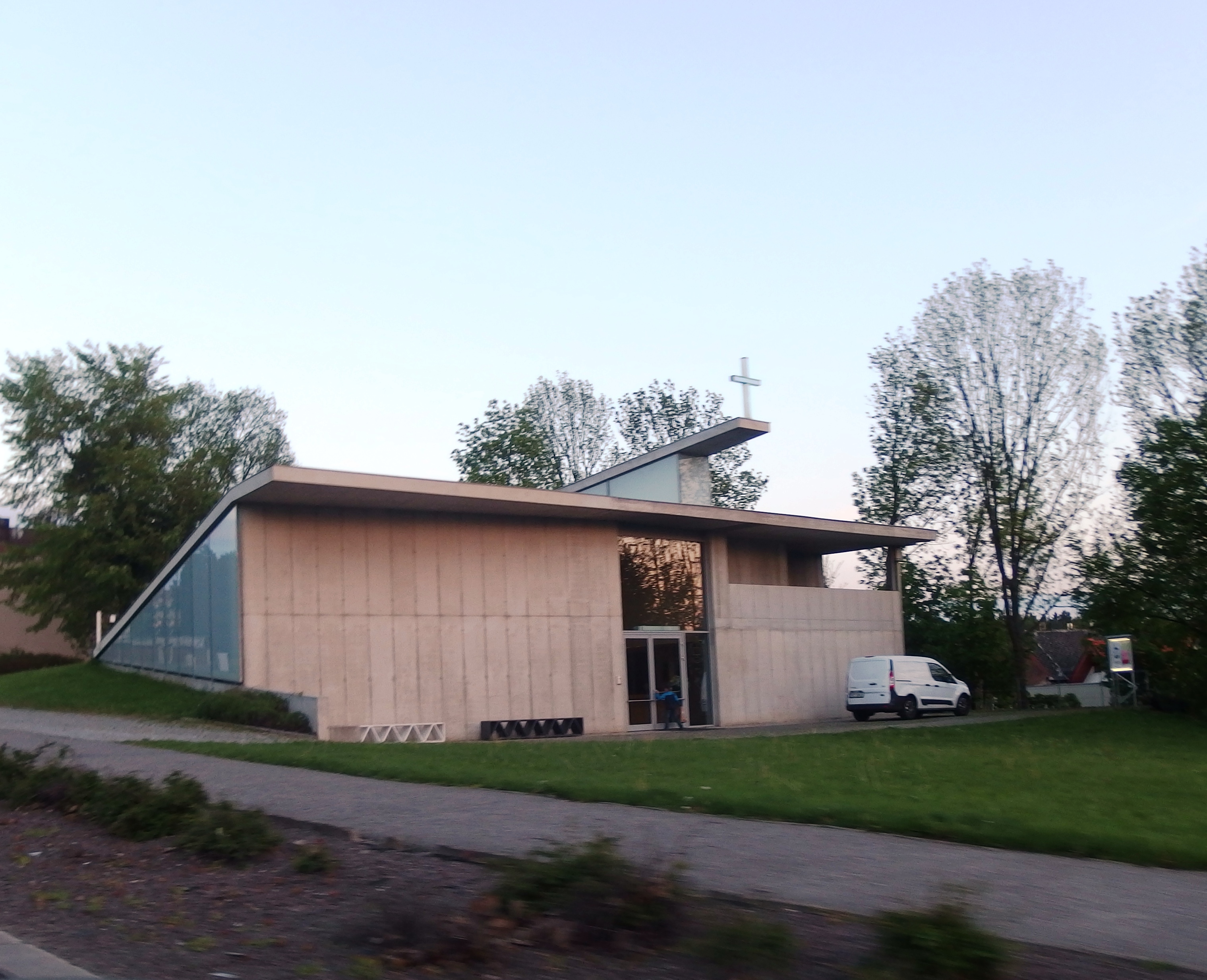
Sbor Církve bratrské v Litomyšli, modlitebna zv. Nový kostel
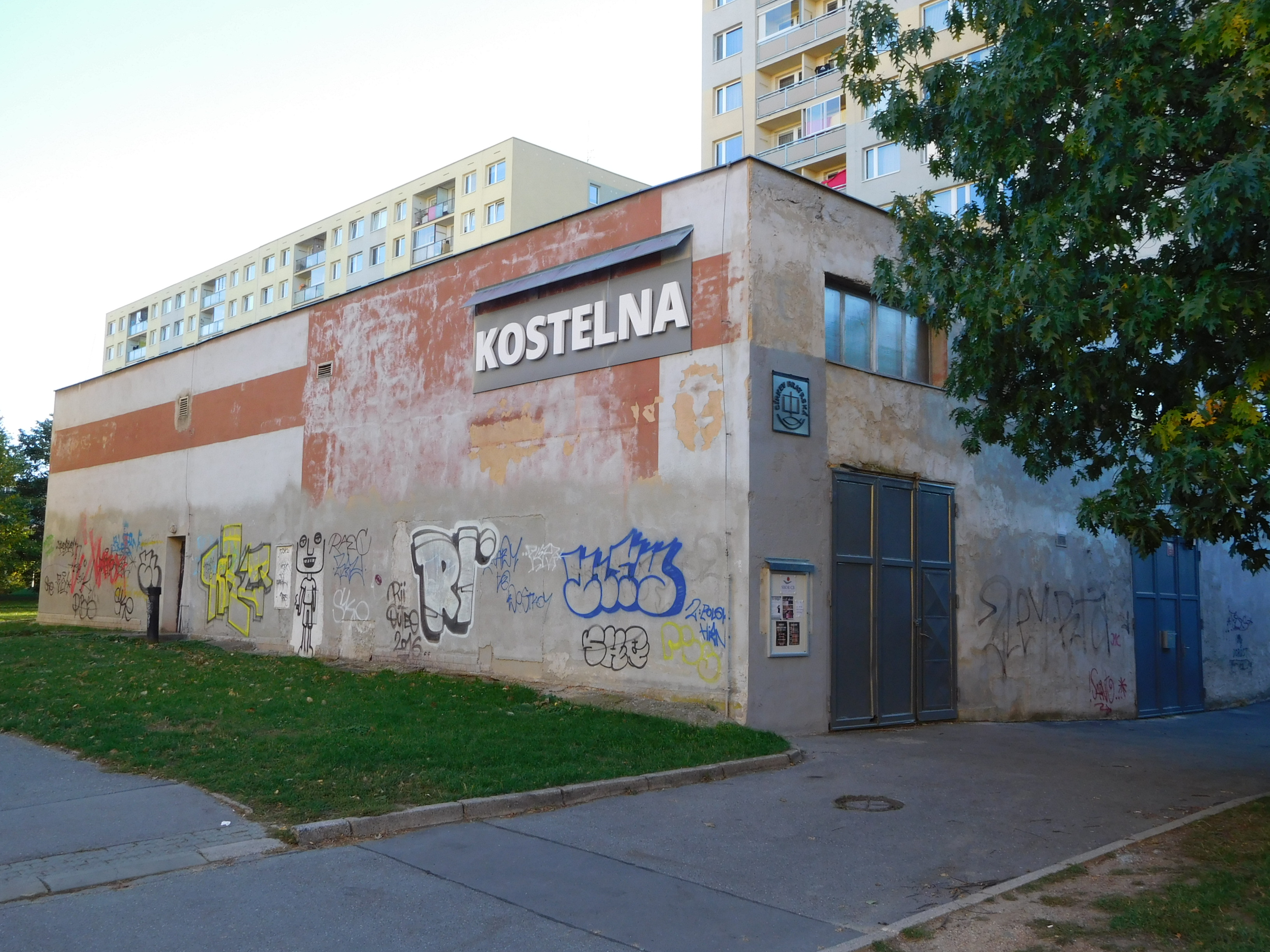
Sbor Církve bratrské v Praze 4 – Jižním Městě, modlitebna zv. Kostelna

Církev bratrská má na Slovensku 18 sborů.
- Sbor Církve bratrské v Levicích (sborový dům)

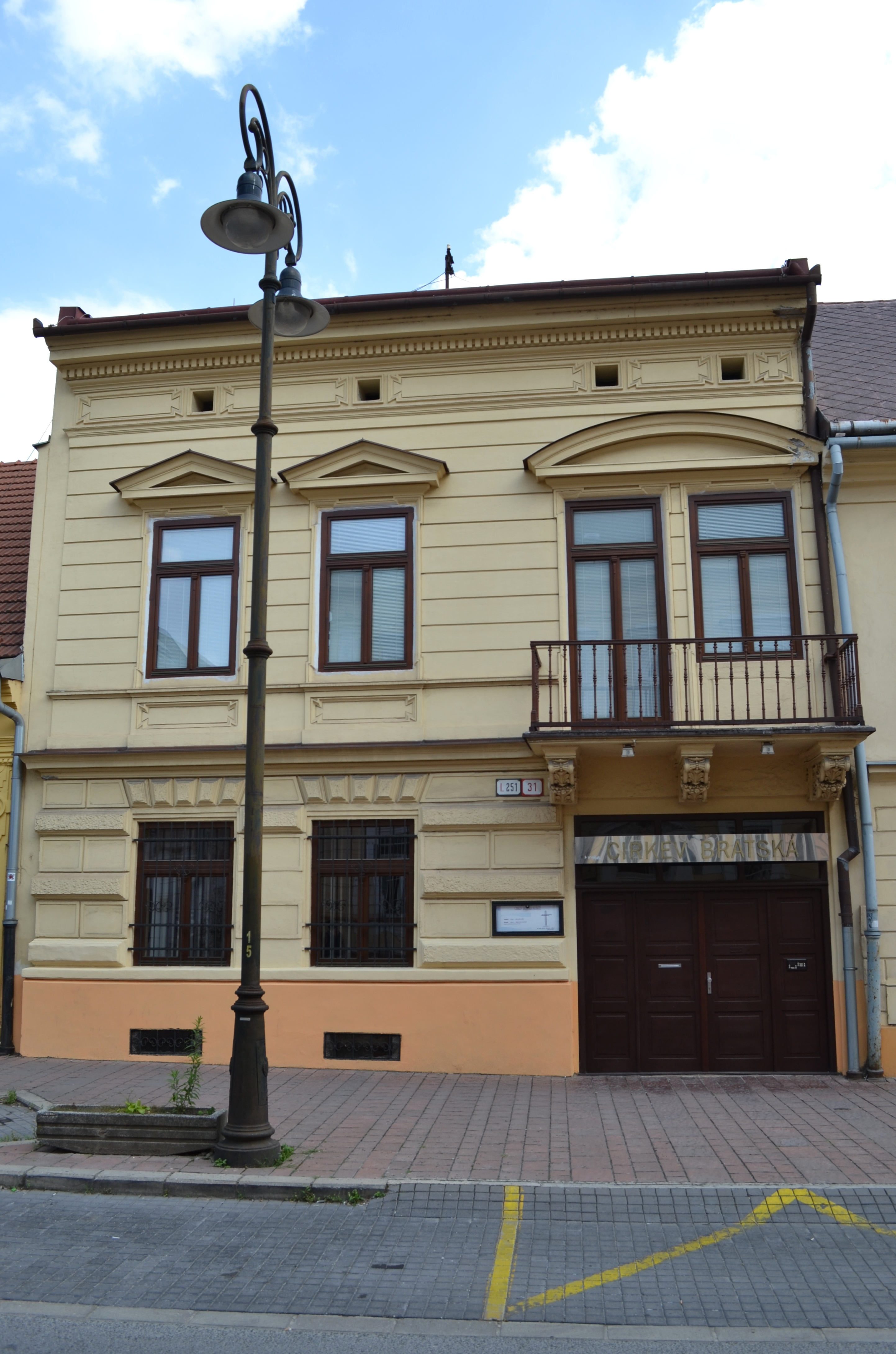
Sbor Církve bratrské v Košicích
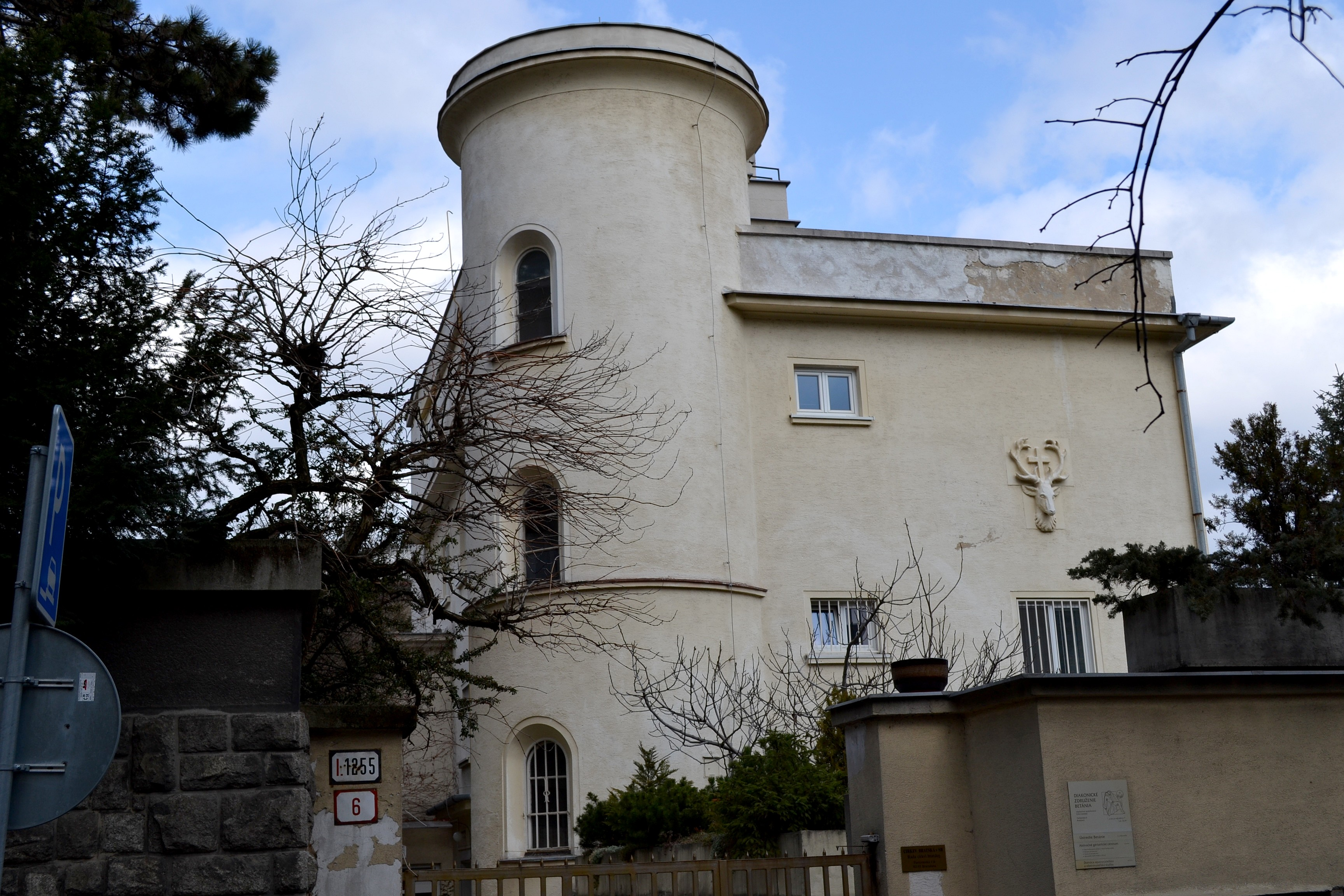
Diakonické združenie Betánia v Bratislavě
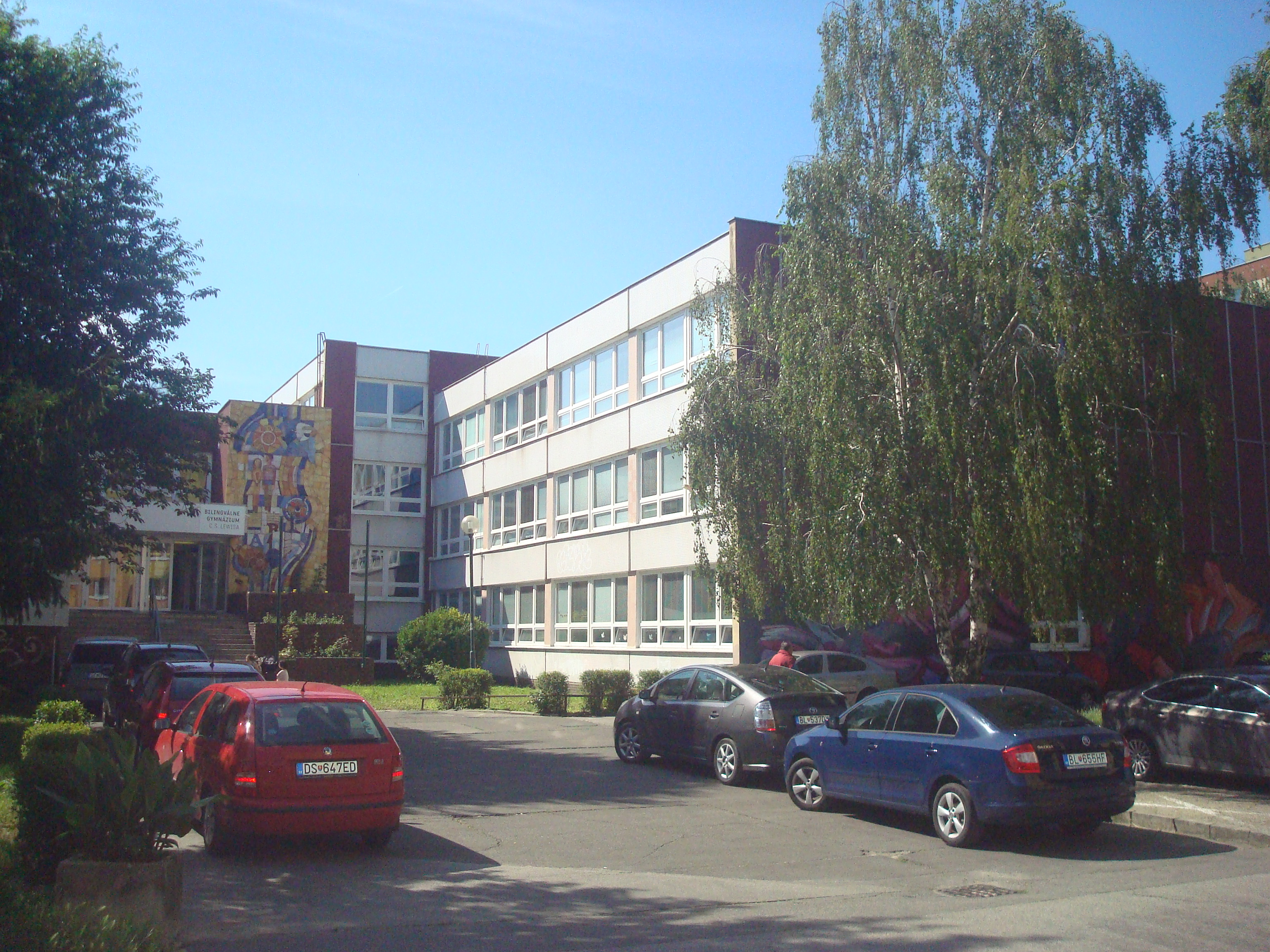
Bilingvální gymnázium C. S. Lewise, též Sbor Církve bratrské - Kaplnka v Bratislavě
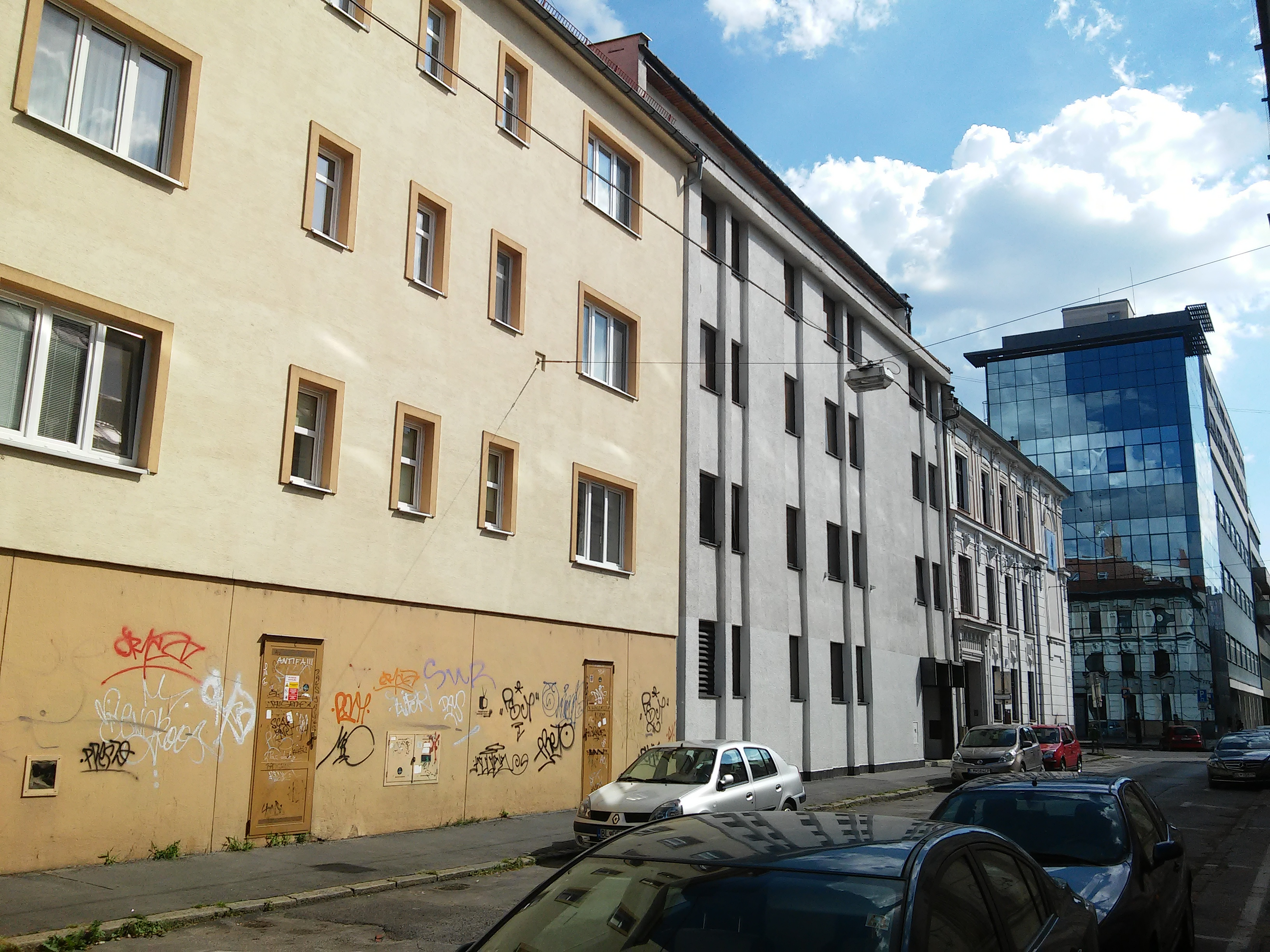
Sbor Církve bratrské v Bratislavě

Církev bratrská je členkou Mezinárodní federace svobodných evangelikálních církví, Společenství evangelických církví v Evropě, Konference evropských církví, České evangelikální aliance, Ekumenické rady církví a svazu církví Vojenská duchovní služba.

## Statistika
| Rok  | Počet členů | Zastoupení v populaci ČR         |
| ---- | ----------- | -------------------------------- |
| 1930 | 6 616       | (0,062 %, jednota českobratrská) |
| 1950 | 5 373       | (0,060 %, Jednota českobratrská) |
| 1991 | 2 759       | (0,027 %, Církev bratrská)       |
| 2001 | 9 931       | (0,097 %, Církev bratrská)       |
| 2011 | 10 872      | (0,102%, Církev bratrská)        |
| 2021 | 10 762      | (0,102%, Církev bratrská)        |

Církvi bratrské po listopadu 1989 vzrostl počet řádných členů. V roce 1990 bylo v původních 34 sborech 7500 lidí.
V roce 2005 měla církev v České republice 62 sborů, 11 samostatných kazatelských stanic a 90 kazatelských stanic. Do církve patří 9.368 členů, dětí a přípravných členů. V církvi pracuje 90 kazatelů a vikářů. Ve Slovenské republice má Církev bratrská 13 sborů, 30 kazatelských stanic a 2.235 členů a dětí.
V roce 2015 evidují přes 12 000 osob v 76 sborech. Bohoslužeb se dále účastní i celá řada dalších hostů či přátel církve.

Věková struktura osob, které se hlásily k Církvi bratrské v ČR při sčítání obyvatelstva roku 2011

## Financování
Církev bratrská, podobně jako 16 dalších církví a náboženských společností v České republice, žádá o navrácení naturálního majetku a jiných hmotných statků, které si nárokuje v rámci procesu oddělení církví od státu známý jako sekularizace (viz Církevní restituce v České republice). Církev bratrská odhaduje, že její majetek k 25. 2. 1948 měl hodnotu přes 761 milionů Kč. Případná vlastnická práva bude muset jednotlivě prokazovat.

## Osobnosti církve
Jan Balcar, Alois Adlof – zakladatelé, František Urbánek – přítel rodiny T. G. Masaryka; Antonín Chráska – překladatel Bible do slovinštiny; Petr Grulich, Daniel Fajfr, Antonín Voříšek – kazatelé; Alexandr Havránek – osobnost Kostnické jednoty; Pavel Černý, David Novák, Pavel Hošek – teologové; Zdeněk Vojtíšek, Jiří Unger – religionisté; Miroslav Hanuš, Jana Šrámková – spisovatelé; Marie Rafajová, Samuel Verner, Daniel Pastirčák – básníci; Miloslav Košťál, Radko Šťastný, Jan Štěpán, Miloslav Jech – historikové; Ján Valach – hudební skladatel, dirigent; Karel Fojtík – úředník; Petr Moos, Irena Moudrá Wünschová, Jan Grulich – politici, Mikuláš Minář – politický aktivista, Łukasz Firla – pacifista v Kurdistánu; Petr Jašek – humanitární pracovník; Štefan Hríb, Daniel Raus – novináři; Zdeněk Koukol – mecenáš, spolumajitel čokoládovny Lidka v Kutné Hoře

## Vzdělání a diakonie

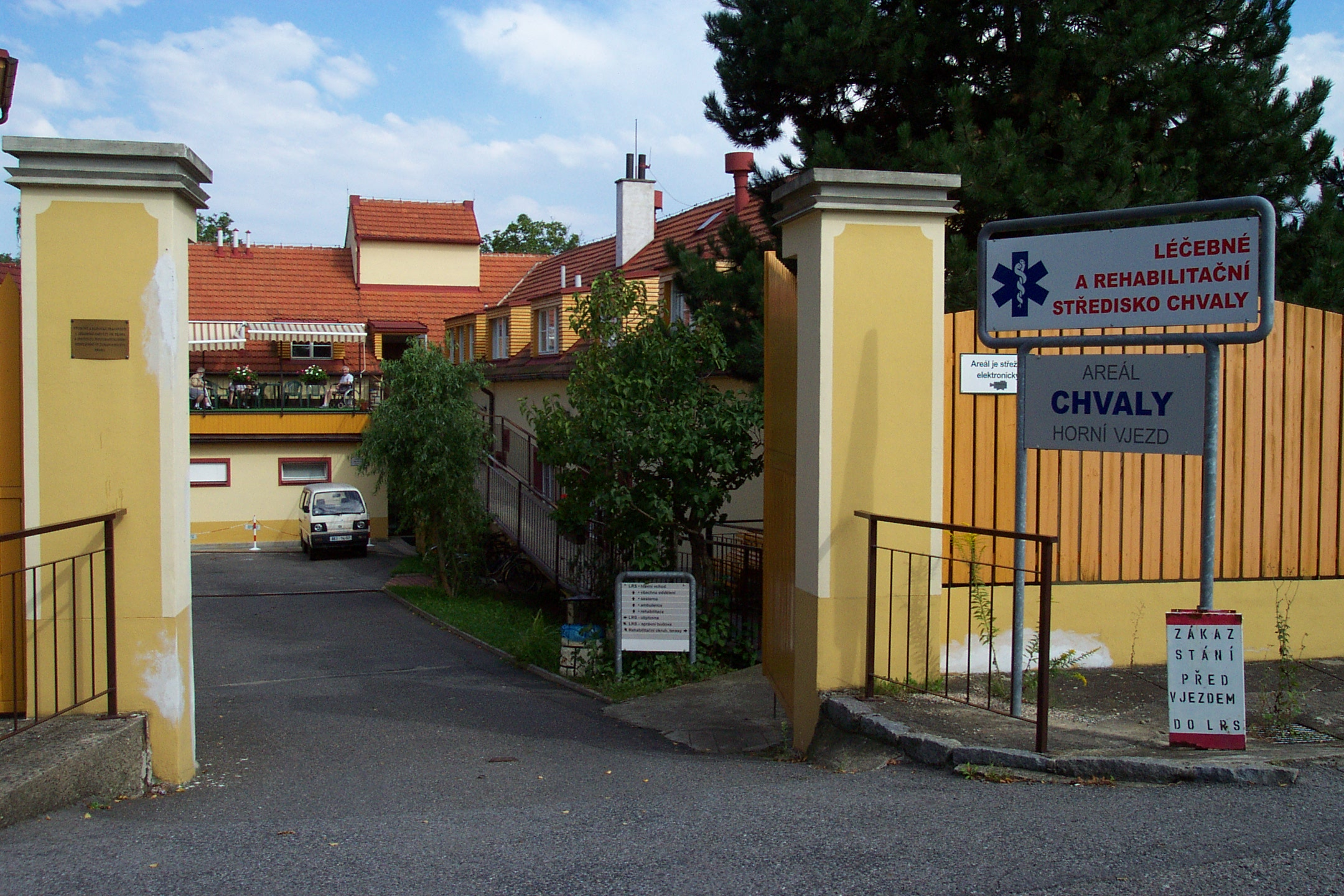
LRS Chvaly (býv. sirotčinec)

Vzdělání kazatelů, diakónů a sociálních pracovníků zajišťuje ve spolupráci s Evangelickou teologickou fakultou také církví roku 1990 zřízený Evangelikální teologický seminář umístěný v Horních Počernicích – Chvalech (na pozemcích bývalého sirotčince spolku Křesťanská služba, dnes areál a komunitní centrum resp. Sdružení Chvaly). V restituovaném areálu kromě ETS rovněž působí Léčebné a rehabilitační středisko Chvaly (LRS), Pražský Tyrannus Hall, domov pro seniory Bethesda a sbor CB Černý Most.
Sbory Církve bratrské jsou rovněž zřizovateli několika křesťanských základních škol.
Diakonie Církve bratrské je nezisková organizace s celostátní působností. Své pobočky má v Praze, Hrádku, Litvínově, Mostě a Brně. Ve svých střediscích diakonie provozuje chráněné bydlení, osobní asistenci a rehabilitaci osobám s tělesným či kombinovaným postižením. V menší míře se o tyto osoby stará též domov pro seniory Bethesda.
Od roku 1989 se církev podílí na vojenské a vězeňské duchovní službě.